# 3 Flotylla Okrętów

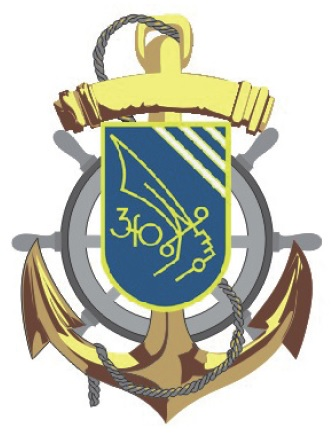
Odznaka pamiątkowa Dowództwa 3 Flotylli Okrętów (wzór 2010).

3 Flotylla Okrętów im. kmdr. Bolesława Romanowskiego (3 FO) – polski związek taktyczny okrętów uderzeniowych oraz specjalnych, zawierający także lądowe jednostki przeciwlotnicze, chemiczne i inżynieryjne. Jest największą jednostką organizacyjną spośród wchodzących w skład Marynarki Wojennej. Dowództwo 3 Flotylli Okrętów (JW Nr 2808) oraz jej dywizjony i grupy okrętów stacjonują w porcie wojennym Gdynia-Oksywie, a jednostki lądowe rozlokowane są na terenie Gdyni, Rozewia, Ustki i Siemirowic.

## Historia

### Powstanie

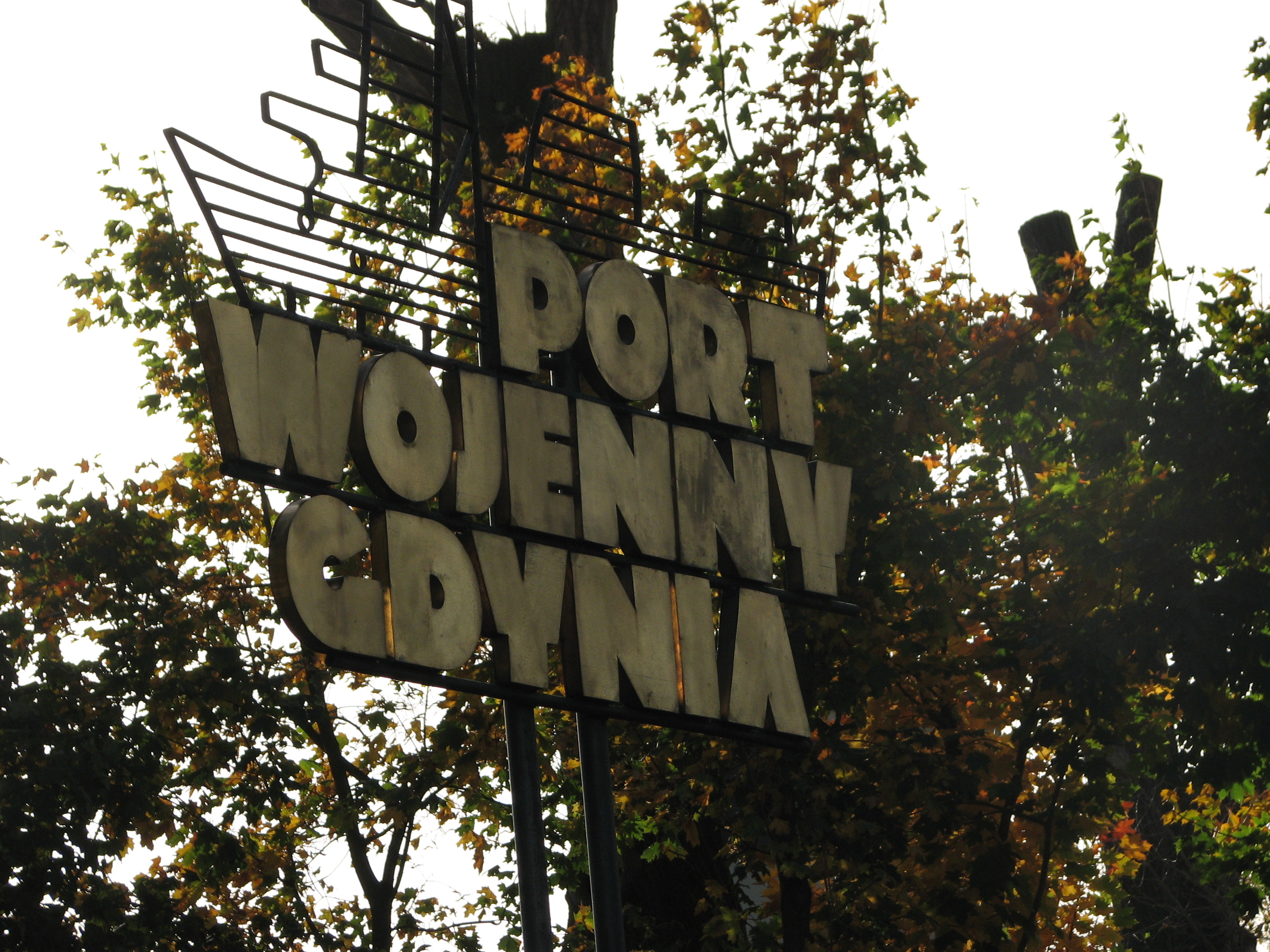
Oznaka portu wojennego Gdynia

3 Flotylla Okrętów została utworzona na mocy zarządzenia Szefa Sztabu Generalnego Wojska Polskiego gen. dyw. Bolesława Chochy nr 09/Org. z 18 lutego 1971, zgodnie z którym Dowódca Marynarki Wojennej wadm. Ludwik Janczyszyn 11 marca 1971, rozkazem nr 08/Org. polecił do 31 maja 1971:
- rozformować:
  - 1 Brygadę Okrętów Podwodnych
  - 3 Brygadę Kutrów Torpedowych
  - 7 dywizjon niszczycieli
- i na ich podstawie sformować:
  - 3 Flotyllę Okrętów w składzie:
    - 1 dywizjon Kutrów Rakietowo-Torpedowych
    - 2 dywizjon Kutrów Rakietowo-Torpedowych
    - dywizjon Okrętów Podwodnych
    - samodzielne okręty: ORP „Warszawa”, ORP „Grom”.

Utworzenie 3 Flotylli Okrętów związane było z reorganizacją struktury Marynarki Wojennej, a także z reformą całych sił morskich tzw. Układu Warszawskiego w rejonie Morza Bałtyckiego. W ramach tych przemian PRL, ZSRR i NRD sformowały po trzy związki taktyczne, w których okręty zgrupowano według przeznaczenia. Z dziewięciu flotylli, Polsce przypadły numery: 3 (3 Flotylla Okrętów), 8 (8 Flotylla Obrony Wybrzeża) i 9 (9 Flotylla Obrony Wybrzeża). W 3 Flotylli Okrętów znalazły się wszystkie – nawodne i podwodne – okręty uderzeniowe, natomiast w pozostałych jednostkach zgrupowano siły przeciwminowe, przeciwpodwodne, desantowe oraz obrony wybrzeża.

### Rozwój

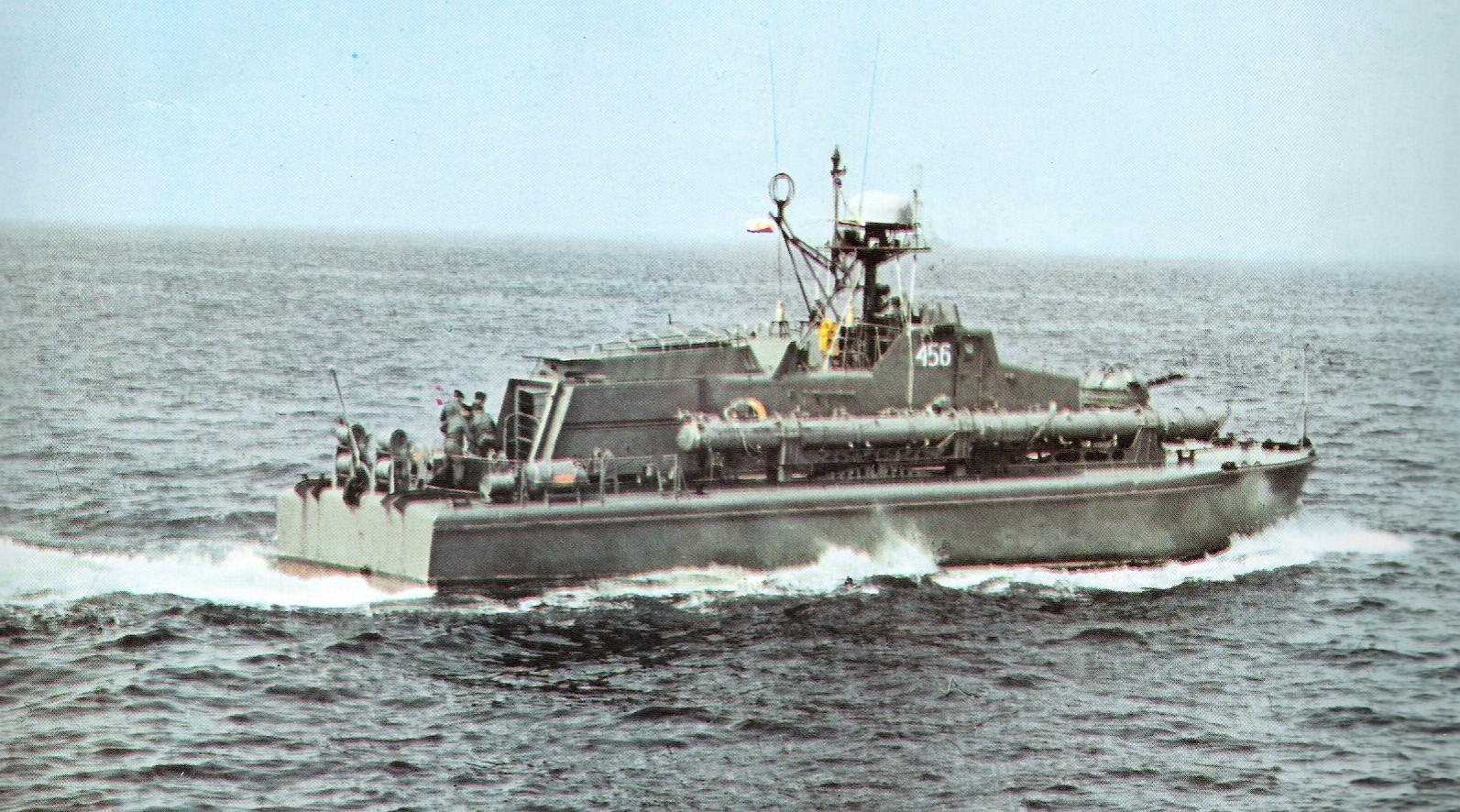
ORP „Sprawny”

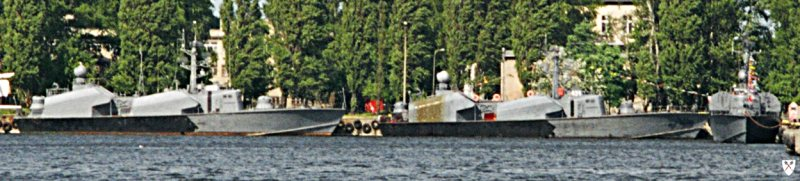
OORP „Dziwnów”, „Świnoujście” i „Władysławowo”

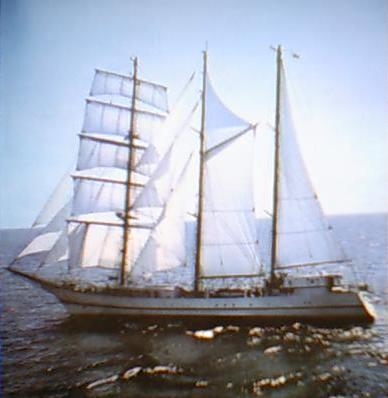
ORP „Iskra”

Początkowo siły związku stanowiły wyłącznie okręty z rozformowanych jednostek. 4 okręty podwodne projektu 613 ustanowiły dywizjon Okrętów Podwodnych, natomiast 2 niszczyciele zostały samodzielnymi jednostkami pływającymi. Kutry rakietowe projektu 205 oraz kutry torpedowe projektów 183 i 664 wcielono do 1. i 2. dywizjonu Kutrów Rakietowo-Torpedowych w następujący sposób:
- 1 dywizjon Kutrów Rakietowo-Torpedowych:
  - 4 kutry rakietowe projektu 205
  - 6 kutrów torpedowych projektu 183
- 2 dywizjon Kutrów Rakietowo-Torpedowych:
  - 4 kutry rakietowe projektu 205
  - 1 kuter torpedowy projektu 664
  - 4 kutry torpedowe projektu 183.

W 1972 ORP „Grom” przeniesiono do rezerwy, a następnie wycofano. Również w 1972 utworzono w ramach 3. Flotylli Okrętów grupę Okrętów Hydrograficznych. Był to de facto zespół rozpoznawczy, a jego nazwę przyjęto w celu zakamuflowania rzeczywistego przeznaczenia. W skład tej grupy wszedł początkowo tylko okręt rozpoznawczy ORP „Bałtyk”, przebudowany z jednostki hydrograficznej. W 1975 i 1976 wcielono kolejno 2 nowe okręty projektu 863, po czym w 1982 wycofano ORP „Bałtyk”. W 1989 grupie podporządkowano Grupy Specjalne Płetwonurków Marynarki Wojennej „Formoza”, przemianowane następnie na Sekcje Działań Specjalnych Marynarki Wojennej „Formoza”. Od 1992 jednostka nosi nazwę: grupa Okrętów Rozpoznawczych.
W latach 1972–1973 wycofano z 1. i 2. dywizjonu Kutrów Rakietowo-Torpedowych wszystkie – z wyjątkiem trzech – kutry torpedowe projektu 183. Pozostające w służbie okręty przebudowano i do lat 1979-1985 służyły jako okręty-cele dla kutrów rakietowych. Od 1971 do 1975 zespoły rakietowo-torpedowe zasiliły poniższe jednostki:
- w 1 dywizjonie Kutrów Rakietowo-Torpedowych:
  - 2 kutry rakietowe projektu 205
  - 4 kutry torpedowe projektu 664
- w 2 dywizjonie Kutrów Rakietowo-Torpedowych:
  - 3 kutry rakietowe projektu 205
  - 4 kutry torpedowe projektu 664.

Lata 80 XX w. to czas wycofywania znacznej liczby okrętów. Do 1986 ostatni raz spuszczono bandery na wszystkich kutrach torpedowych projektu 664 oraz rozpoczęto spisywanie ze stanu kutrów rakietowych projektu 205, które zostało zakończone w 2006. Od 1983 do 1988 wycofano okręty podwodne projektu 613, a w 1986 skreślono z listy floty niszczyciel rakietowy ORP „Warszawa”. W miejsce części powyższych okrętów wcielono nowe. 2 dywizjon Kutrów Rakietowo-Torpedowych otrzymał w latach 1983-1989 4 korwety rakietowe projektu 1241RE, a wszystkie kutry rakietowe projektu 205 przekazano do 1. dywizjonu Kutrów Rakietowo-Torpedowych. Dywizjon Okrętów Podwodnych zasiliły pomiędzy 1986 a 1989 ORP „Orzeł” i 2 jednostki projektu 641. W 1988 pierwszy raz podniesiono banderę na nowym niszczycielu rakietowym i nadano mu nazwę poprzednika – ORP „Warszawa”.

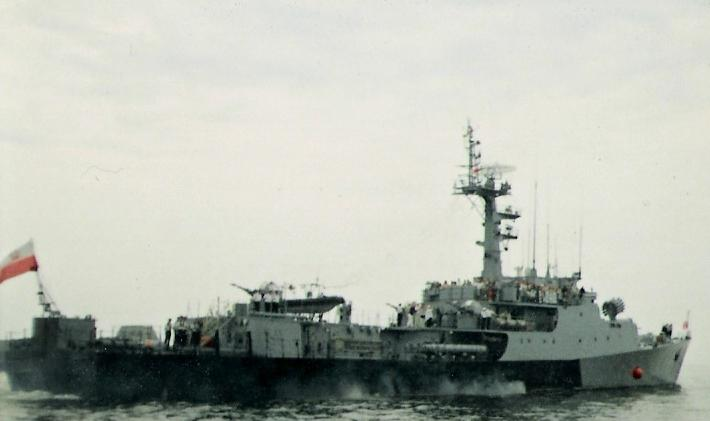
ORP „Kaszub”

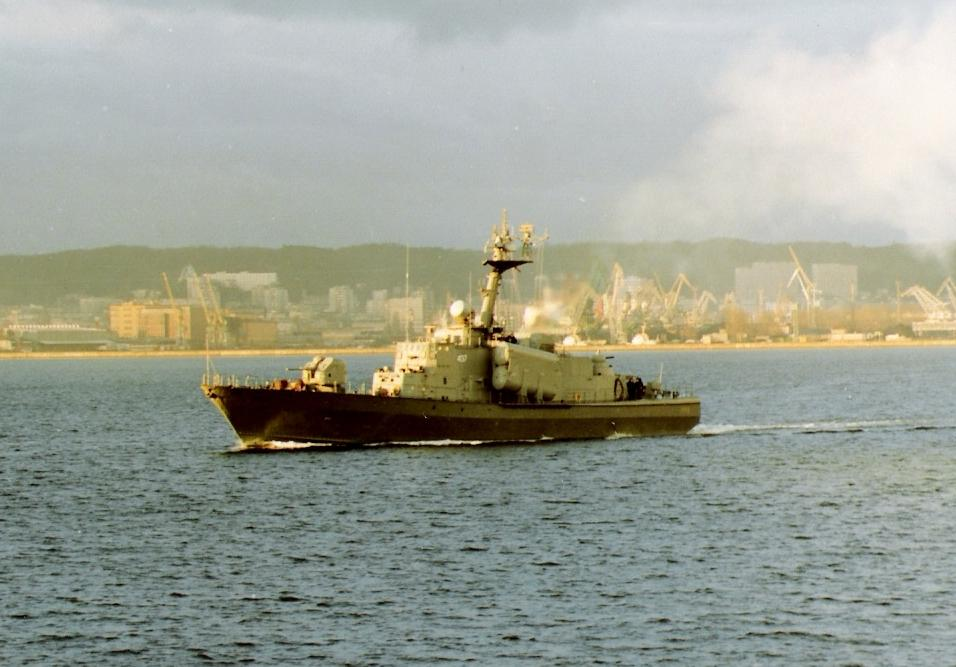
ORP „Rolnik”

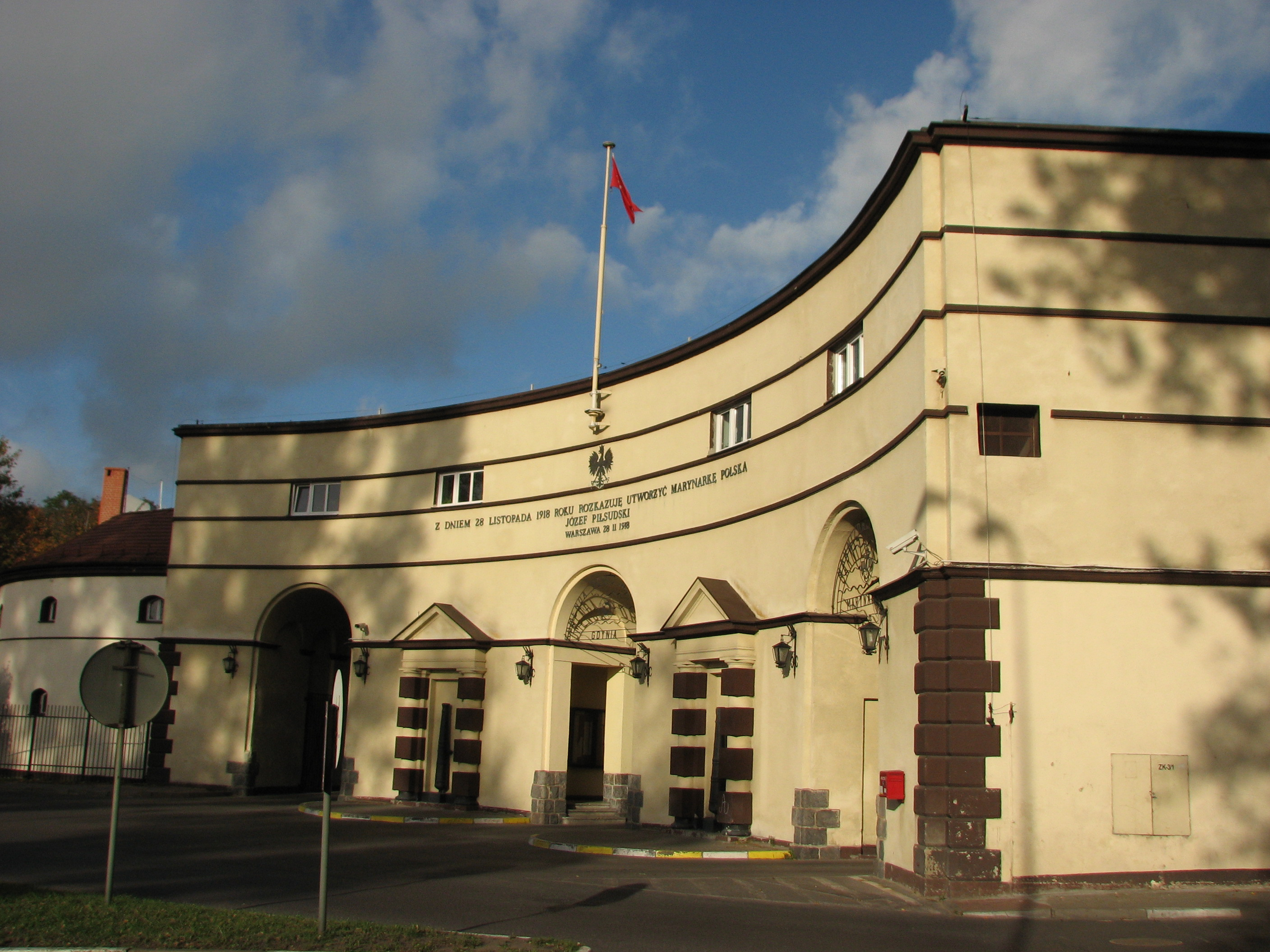
KPW Gdynia

W 1990 3 Flotylli Okrętów podporządkowano Komendę Portu Wojennego Gdynia, będącą wcześniej w składzie 9 Flotylli Obrony Wybrzeża, a dwa lata później w skład gdyńskiego związku włączono Bazę Techniczną Marynarki Wojennej, dotychczas podlegającą Służbom Techniki Zaopatrzenia Marynarki Wojennej. W 1992 zmieniono nazwy dywizjonów Kutrów Rakietowo-Torpedowych na dywizjony Okrętów Rakietowych, gdyż od dłuższego czasu nie posiadały jednostek torpedowych. W latach 1992–1995 wcielono do 1 dywizjonu Okrętów Rakietowych 3 korwety rakietowo-artyleryjskie projektu 660, jednak bez systemów i uzbrojenia rakietowego. Dopiero w 2006 jednostki te zostały zmodernizowane, a w 2007 otrzymują pociski rakietowe klasy woda-woda RBS-15 Mk 3.
Na początku 1995 z połączenia grupy Okrętów Szkolnych Akademii Marynarki Wojennej i Ośrodka Badawczego Marynarki Wojennej powstał dywizjon Okrętów Szkolno-Badawczych, w składzie: grupa okrętów szkolnych (okręty szkolne OORP „Wodnik”, „Iskra” i „Elew”), grupa okrętów badawczych (okręt szkolny ORP „Gryf”, trałowiec ORP „Gopło”) i Zespół Pracowników Naukowo-Badawczych. W 1999 zmieniono nazwę 1 i 2 dywizjonu Okrętów Rakietowych na odpowiednio 31 i 32 dywizjon Okrętów Rakietowych.
W latach 2000–2004 pierwszy raz podniesiono bandery na przekazanych przez Stany Zjednoczone 2 fregatach rakietowych typu Oliver Hazard Perry oraz podarowanych przez Norwegię 4 okrętach podwodnych typu 207. Natomiast w 2003 skreślono niszczyciel rakietowy ORP „Warszawa”, 2 okręty podwodne projektu 641, 2 kutry rakietowe projektu 205 oraz barkę paliwową „B-2” i barki ogrzewcze „B-5” i „B-6”.
W połowie 2004 nastąpiła w Marynarce Wojennej reorganizacja nawodnych sił przeciwokrętowych, w wyniku której z 31 i 32 dywizjonu Okrętów Rakietowych (3 Flotylla Okrętów) oraz 11 dywizjonu Ścigaczy (9 Flotylla Obrony Wybrzeża) w 3 Flotylli Okrętów utworzone zostały:
- dywizjon Okrętów Zwalczania Okrętów Podwodnych, w składzie:
  - 2 fregaty rakietowe typu Oliver Hazard Perry
  - korweta dozorowa ORP „Kaszub”
- dywizjon Okrętów Rakietowych, w składzie:
  - 4 korwety rakietowe projektu 1241RE
  - 3 korwety rakietowo-artyleryjskie projektu 660
  - 2 kutry rakietowe projektu 205.

W latach 2005–2006 skreślono ze spisu floty 10 jednostek pływających:
- 2 korwety rakietowe projektu 1241RE
- 2 kutry rakietowe projektu 205
- okręt szkolny ORP „Gryf”
- kuter szkolny ORP „Elew”
- zbiornikowiec ORP „Ślimak”
- poławiacz torped K-11
- motorówkę reprezentacyjną M-3
- motorówkę cumowniczą M-5.

1 stycznia 2011 r. został sformowany dywizjon Okrętów Bojowych z połączenia dOZOP i dOR.
W związku z rozformowaniem 9 Flotylli Obrony Wybrzeża, jej jednostki: 43 batalion saperów, 9 dywizjon przeciwlotniczy, 55 kompania chemiczna i Komenda Portu Wojennego Hel (następnie przeformowana w Punkt Bazowania Okrętów) weszły – w 2006 – w skład 3. Flotylli Okrętów, co poszerzyło jej zadania o lądowe operacje przeciwlotnicze, przeciwchemiczne i inżynieryjne. Poza tym inna helska jednostka – 13 dywizjon Trałowców została przebazowana do Portu Wojennego w Gdyni, co stworzyło specyficzną sytuację, gdyż stacjonując na terenie 3 Flotylli Okrętów podlega 8 Flotylli Obrony Wybrzeża z dowództwem w Świnoujściu. Również w 2006 sformowano dywizjon Okrętów Wsparcia, który powstał na bazie dywizjonu Okrętów Szkolno-Badawczych, grupy okrętów ratowniczych dywizjonu pomocniczych jednostek pływających Gdynia oraz grupy ratownictwa morskiego Kołobrzeg. W jego skład weszły: okręt szkolny – baza ORP Wodnik, okręty ratownicze OORP „Piast”, „Lech”, „Zbyszko” i „Maćko” oraz Brzegowa Grupa Ratownicza. Tym samym rozwiązano dywizjon Okrętów Szkolno-Badawczych, a barkentynę ORP „Iskra” przekazano do dywizjonu Zabezpieczenia Hydrograficznego. W 2007 Sekcje Działań Specjalnych Marynarki Wojennej „Formoza” weszły w skład Wojsk Specjalnych.
Czasem mylnie podaje się, że dywizjon Zabezpieczenia Hydrograficznego wchodzi w skład 3 Flotylli Okrętów. Wprawdzie ta jednostka stacjonuje na terenie gdyńskiego Portu Wojennego, ale podporządkowana jest Centrum Operacji Morskich i jako jedyny oddział okrętów nie wchodzi w skład żadnego związku taktycznego. Także Oddział Żandarmerii Wojskowej w Gdyni ma swoją siedzibę w Porcie Wojennym.

## Działalność

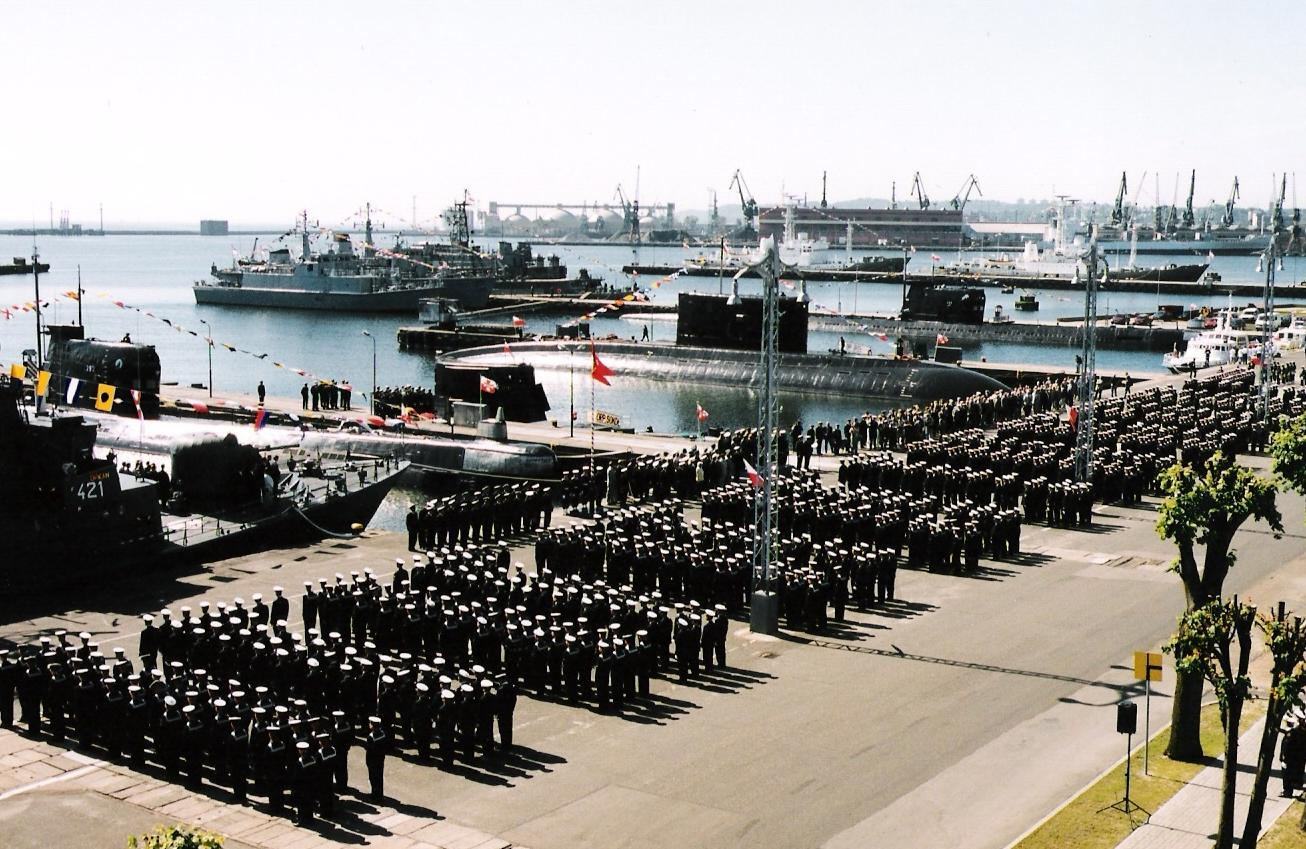
Port wojenny Gdynia

Po osiągnięciu gotowości bojowej 3 Flotylla Okrętów rozpoczęła działalność szkoleniową, mającą na celu utrzymanie wysokiego poziomu zdolności operacyjnej. Okręty, zespoły okrętów oraz jednostki lądowe biorą udział w samodzielnych ćwiczeniach, współdziałają z innymi oddziałami i związkami taktycznymi oraz uczestniczą w manewrach organizowanych w ramach całej Marynarki Wojennej. Najważniejsze ćwiczenia, w jakich bierze udział 3 Flotylla Okrętów to wprowadzone w latach 90 XX wieku przeciwokrętowe strzelania rakietowe na poligonie w Wicku Morskim, które poszerzone są o operacje przeciwlotnicze, przeciwpodwodne, przeciwminowe i desantowe. Organizowane są przy współpracy z Siłami Powietrznymi pod rotacyjnymi kryptonimami „Murena”, „Pirania” i „Rekin”.
W czasach Układu Warszawskiego jednostka współpracowała z siłami uderzeniowymi marynarek wojennych NRD i ZSRR. Manewry międzynarodowe polegały na koordynowaniu działań zespołów okrętów, a polski związek taktyczny przeznaczony był głównie do wykonywania ataków torpedowych, a w późniejszym czasie rakietowych na zespoły okrętów przeciwnika. Ćwiczenia odbywały się na obszarze całego Morza Bałtyckiego, ale strzelania torpedowe i rakietowe przeprowadzano na poligonie morskim radzieckiej Floty Bałtyckiej w Bałtijsku.

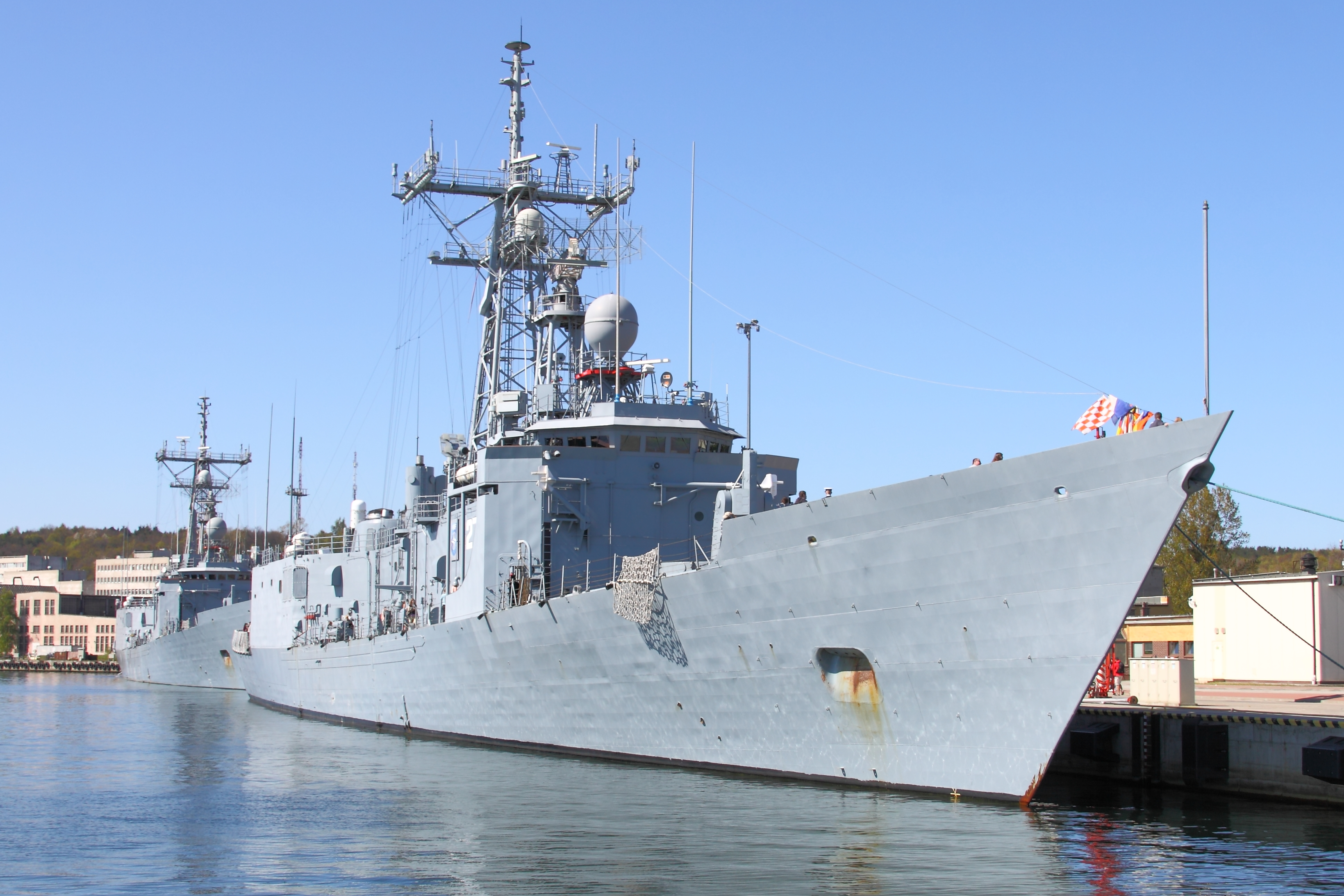
ORP Generał Kazimierz Pułaski

W związku z przystąpieniem Polski w 1994 do programu „Partnerstwo dla Pokoju” oraz jej wejściem w 1999 do NATO, Marynarka Wojenna rozpoczęła kooperację z siłami morskimi państw Europy i Ameryki Północnej. W ramach tej działalności jednostki pływające 3. Flotylli Okrętów systematycznie biorą udział w następujących ćwiczeniach:
| - „Baltic Swift” - „Baltops” - „Brilliant Mariner” | - „Crown Eagle” - „Open Spirit” - „Passex” | - „Sarex” - „Squadex” - „Strong Resolve”. |

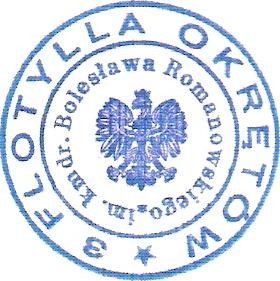
Pieczęć 3 Flotylli Okrętów

W 1990 nastąpiło podpisanie przez Polskę porozumienia o współpracy obronnej z Niemcami, a rok później z Danią. Na mocy tych dokumentów, w 1997 doszło do zawiązania trójstronnego związku partnerskiego pomiędzy polską 3 Flotyllą Okrętów w Gdyni, duńską 4 Eskadrą Okrętów w Korsør (obecnie 2 Eskadra Okrętów) oraz niemiecką 7 Eskadrą Kutrów Rakietowych w Warnemünde. Jednostki przeprowadzają co najmniej 1 ćwiczenie trójstronne „Trilatex” w cyklu dwuletnim oraz coroczne ćwiczenia dwustronne „Bilatex”, z każdym z partnerów.
W 2005 okręt podwodny ORP „Bielik” wziął udział w operacji antyterrorystycznej NATO pk. „Active Endeavour” („Aktywny Wysiłek”) na Morzu Śródziemnym. Natomiast fregaty rakietowe, Okręty RP „Gen. K. Pułaski” i „Gen. T. Kościuszko” zdały – kolejno w 2004 i 2005 – egzaminy we Flag Officer Sea Training (ośrodku szkoleniowym Royal Navy) w Plymouth i rozpoczęły w 2006 naprzemienny udział w składzie Standing NATO Response Force Maritime Group 1 (1 Grupy Stałych Morskich Sił Odpowiedzi NATO).
Za całokształt działalności 3 Flotylla Okrętów nagrodzona została m.in.:
- rozkazem Ministra Obrony Narodowej za osiągnięcia w służbie – 1973, 1977, 1979, 1982, 1985, 1986 i 1987
- Orderem Sztandaru Pracy II klasy – 1979
- Znakiem Honorowym Sił Zbrojnych Rzeczypospolitej Polskiej – 1993, 1995, 1996 i 1997.

W 1985 3 Flotyllę Okrętów wyróżniono imieniem kmdra Bolesława Romanowskiego, podczas II wojny światowej Dowódcy Okrętów Podwodnych RP „Jastrząb” i „Dzik” oraz grupy okrętów podwodnych, który po wojnie służył m.in. jako dowódca dywizjonu okrętów podwodnych i zastępca komendanta Wyższej Szkoły Marynarki Wojennej.

## Zadania
- niszczenie wrogich okrętów nawodnych i transportowców oraz ich zespołów w ramach walki o utrzymanie przewagi na morzu
- zwalczanie okrętów podwodnych przeciwnika
- niszczenie środków bojowych i transportowych przeciwnika w operacjach przeciwdesantowych
- osłona przeciwokrętowa i przeciwlotnicza zespołów floty
- obrona przeciwlotnicza wschodniej części polskiego wybrzeża przy współpracy z Siłami Powietrznymi
- obrona przeciwchemiczna i zabezpieczenie inżynieryjne sił Marynarki Wojennej stacjonujących na wschodnim Wybrzeżu
- odtwarzanie zdolności bojowej okrętów w portach wojennych i punktach bazowania
- demonstrowanie obecności polskiej bandery wojennej na wodach terytorialnych
- utrzymanie wysokiej gotowości bojowej
- pełnienie służby bojowej
- udział w ratowaniu życia na morzu

## Struktura
Obecna struktura 3 Flotylli Okrętów obowiązuje od 2013 roku. 1 stycznia 2014 roku 3 Flotylla Okrętów została podporządkowana bezpośrednio Dowódcy Generalnemu Rodzajów Sił Zbrojnych.
- Dowództwo 3 Flotylli Okrętów w Gdyni[1]
  - Dywizjon Okrętów Bojowych w Gdyni
  - Dywizjon Okrętów Podwodnych w Gdyni
  - Dywizjon Okrętów Wsparcia w Gdyni
  - Dywizjon Zabezpieczenia Hydrograficznego
  - Grupa okrętów Rozpoznawczych w Gdyni
  - Dywizjon Pomocniczych Jednostek Pływających w Gdyni
  - Komenda Portu Wojennego w Gdyni - Komenda Portu Wojennego Gdynia jest największym oddziałem gospodarczym Marynarki Wojennej. Jako jednostka wojskowa o profilu logistycznym zabezpiecza i zaopatruje okręty stacjonujące w Porcie Wojennym Gdynia oraz jednostki wojskowe bazujące w garnizonach Gdynia i Gdańsk.
  - Poligon Kontrolno-Pomiarowy Marynarki Wojennej - Poligon Kontrolno-Pomiarowy Marynarki Wojennej jest jednostką wsparcia bojowego, przeznaczoną do planowania i realizowania działalności związanej z pomiarami i minimalizacją pól fizycznych oraz demagnetyzacją okrętów.
  - 43 Batalion Saperów w Rozewiu
  - 9 Dywizjon Przeciwlotniczy w Ustce
  - Morska Jednostka Rakietowa
  - Ośrodek Szkolenia Żeglarskiego Marynarki Wojennej
  - Okręt muzeum ORP Błyskawica w Gdyni
  - Zespół Redakcyjno-Wydawniczy Marynarki Wojennej
  - Klub Marynarki Wojennej "Riwiera" w Gdyni

## Dowódcy

### 3 Flotylla Okrętów
| Dowódcy 3 Flotylli Okrętów (1971 – obecnie) | Dowódcy 3 Flotylli Okrętów (1971 – obecnie) |
| --- | --- |
| - kmdr Marian Sucharzewski (10 maja 1971 – 29 sierpnia 1980) - kmdr Piotr Kołodziejczyk (30 sierpnia 1980 – 17 sierpnia 1983) - kmdr Bogusław Gruchała (18 sierpnia 1983 – 9 lipca 1987) - kmdr Ryszard Łukasik (10 lipca 1987 – 26 lutego 1989) - kadm. Roman Krzyżelewski (27 lutego 1989 – 18 kwietnia 1996) - kadm. Maciej Węglewski (19 kwietnia 1996 – 12 lipca 2004) - kadm. Jerzy Patz (12 lipca 2004 – 27 czerwca 2006) - kadm. Marek Kurzyk (27 czerwca 2006 – 10 czerwca 2009) - kadm. Jarosław Ziemiański (10 czerwca 2009 – 11 czerwca 2012) - kadm. Marian Ambroziak (11 czerwca 2012 – 30 grudnia 2013) | - kadm. Mirosław Mordel (30 grudnia 2013 – 6 marca 2016) - kadm. Krzysztof Jaworski (2 maja 2016 - 7 maja 2018) - kadm. Mirosław Jurkowlaniec (8 maja 2018 - 31 stycznia 2023) - kadm. Andrzej Ogrodnik (1 lutego 2023 - obecnie) |

### Dywizjon Okrętów Podwodnych
| Dowódcy dywizjonu Okrętów Podwodnych (1971-obecnie)                                                                             | Dowódcy dywizjonu Okrętów Podwodnych (1971-obecnie) |
| --- | --- |
| - kmdr por. Leon Ratajczak - kmdr por. Lucjan Matysiak - kmdr ppor. Józef Węgrzyn - kmdr Marian Spera - kmdr por. Józef Walczak | - kmdr por. Tomasz Mathea (1991–1994) - kmdr Stanisław Kania (1995–2004) - kmdr Mirosław Mordel (2004–2007) - kmdr Andrzej Ogrodnik (2007–2010) - kmdr Sławomir Wiśniewski od 2010 |

Sprawdź także: Dywizjon Okrętów Podwodnych (III RP)

### Dywizjon Okrętów ZOP
| Dowódcy dywizjonu Okrętów Zwalczania Okrętów Podwodnych (2004 – 2010)                                        | Dowódcy dywizjonu Okrętów Zwalczania Okrętów Podwodnych (2004 – 2010) |
| --- | --------------------------------------------------------------------- |
| - kmdr Marian Ambroziak (2004–2007) - kmdr Grzegorz Szadkowski (2007–2009) - kmdr Jacek Kosiński (2009–2010) |                                                                       |

### Dywizjon Okrętów Bojowych
| Dowódcy dywizjonu Okrętów Bojowych (2011 – obecnie) | Dowódcy dywizjonu Okrętów Bojowych (2011 – obecnie) |
| --------------------------------------------------- | --------------------------------------------------- |
| - kmdr Jacek Kosiński (2011-2014)                   |                                                     |
| - kmdr Tomasz Czapczyński (2014-obecnie)            |                                                     |

Sprawdź także: Dywizjon Okrętów Bojowych

### Dywizjon Okrętów Rakietowych
| Dowódcy 1 dywizjonu Kutrów Rakietowo-Torpedowych (1971–1992) | Dowódcy 2 dywizjonu Kutrów Rakietowo-Torpedowych (1971–1992) |
| --- | --- |
| - kmdr por. Mieczysław Jamróz (1971–1975) - kmdr por. Marian Kapuściński (1975–1980) - kmdr ppor. Ryszard Łukasik (1980–1982) - kmdr por. Roman Krzyżelewski (1982–1984) - kmdr por. Maciej Węglewski (1984–1988) - kmdr ppor. Zbigniew Kiciński (1988–1990) - kmdr ppor. Zbigniew Kula (1990–1992) | - kmdr por. Marian Zborowski (1971–1975) - kmdr por. Bronisław Świercz (1975–1979) - kmdr por. Henryk Grunert (1979–1981) - kmdr por. Eugeniusz Nawrot (1981–1985) - kmdr por. Andrzej Rosiński (1985–1988) - kmdr ppor. Michał Michalski (1988–1990) - kmdr por. Zbigniew Kiciński (1990–1992) |
| Dowódcy 1 dywizjonu Okrętów Rakietowych (1992–1999) | Dowódcy 2 dywizjonu Okrętów Rakietowych (1992–1999) |
| - kmdr por. Zbigniew Kula (1992–1993) - kmdr por. Janusz Dawidowicz (1993–1999) - kmdr ppor. Jarosław Zygmunt (1999) | - kmdr por. Zbigniew Kiciński (1992–1993) - kmdr por. Zbigniew Wądołowski (1993–1997) - kmdr ppor. Marek Kurzyk (1997–1999) |
| Dowódcy 31 dywizjonu Okrętów Rakietowych (1999–2004) | Dowódcy 32 dywizjonu Okrętów Rakietowych (1999–2004) |
| - kmdr Jarosław Zygmunt (1999–2003) - kmdr Marian Ambroziak (2003–2004) | - kmdr por. Marek Kurzyk (1999–2000) - kmdr ppor. Jarosław Ziemiański (2000–2001) - kmdr por. Janusz Wyderski (2001–2002) - kmdr Ryszard Demczuk (2002–2004) |
| Dowódcy dywizjonu Okrętów Rakietowych (2004 – 2010) | |
| - kmdr Ryszard Demczuk (1.7.2004–3.2007) - kmdr Krzysztof Jaworski (3.2007–4.5.2010) - kmdr por. Krzysztof Jasiński (4.5.2010–31.12.2010) | |

Sprawdź także:
- Dywizjony Okrętów Rakietowych
- Dywizjon Okrętów ZOP
- Dywizjon Okrętów Bojowych

### Dywizjon Okrętów Wsparcia
| Dowódcy dywizjonu Okrętów Szkolno-Badawczych (1995–2006)                                                 | Dowódcy dywizjonu Okrętów Wsparcia (2006 – obecnie) |
| --- | --- |
| - kmdr Zdzisław Żmuda (1995–2002) - kmdr Andrzej Koleński (2002–2005) - kmdr Janusz Wyderski (2005–2006) | - kmdr Janusz Wyderski (2006–2008) - kmdr Kazimierz Pulkowski (2008 – 2012) - kmdr Krzysztof Jasiński (2012 – 2014) - kmdr Albert Figat (2014 – obecnie) |

Sprawdź także: Dywizjon Okrętów Wsparcia

### Grupa Okrętów Rozpoznawczych
| Dowódcy grupy Okrętów Hydrograficznych (1974–1992)                              | Dowódcy grupy Okrętów Rozpoznawczych (1992 – obecnie) |
| ------------------------------------------------------------------------------- | --- |
| - kmdr por. Ryszard Kostrzewski (1974–1983) - kmdr por. Edmund Rudy (1983–1992) | - kmdr Edmund Rudy (1992–1996) - kmdr por. Adam Mazurek (1995–1997) - kmdr por. Stanisław Zarychta (1997–2002) - kmdr por. Mirosław Jurkowlaniec (2002–2007) - kmdr por. Dariusz Czajkowski (2007 – 2012) - kmdr por. Artur Czajkowski (2012 – 2015) - kmdr ppor. Jarosław Skwiercz p.o. (2015 - 2016) - kmdr por. Jarosław Skwiercz (2016 - obecnie) |

Sprawdź także: Grupa okrętów Rozpoznawczych

### Baza Techniczna Marynarki Wojennej
| Dowódcy Bazy Technicznej Marynarki Wojennej (1992–2008)                  | Dowódcy Bazy Technicznej Marynarki Wojennej (1992–2008) |
| ------------------------------------------------------------------------ | ------------------------------------------------------- |
| - kmdr Jan Leszczyński (1992–2008) - kmdr Mirosław Łuka (2008 – obecnie) |                                                         |

### Komenda Portu Wojennego Gdynia
| Komendanci Portu Wojennego Gdynia (1990 – obecnie)                  | Komendanci Portu Wojennego Gdynia (1990 – obecnie) |
| ------------------------------------------------------------------- | --- |
| - kmdr Jerzy Górecki (1990–2000) - kmdr Tomasz Świderek (2000–2003) | - kmdr Jarosław Zygmunt (2003–2007) - kmdr Mirosław Sołtysiak (2007–2009) - kmdr Andrzej Loch (2009 – 2012) - kmdr Andrzej Łysakowski (2012 – 2018) - kmdr Jarosław Wypijewski (2018 – obecnie) |

## Zmiany stanu jednostek wojskowych

### 55 kompania chemiczna
W dniu 31.12.2010 r. 55 Kompania Chemiczna została rozformowana i z dniem 1.1.2011 r. jako kompania chemiczna weszła w skład 43 Batalionu Saperów MW w Rozewiu.

### Komenda Portu Wojennego Gdynia
Poligon Kontrolno-Pomiarowy MW

## Spis jednostek pływających

### Okręty podwodne

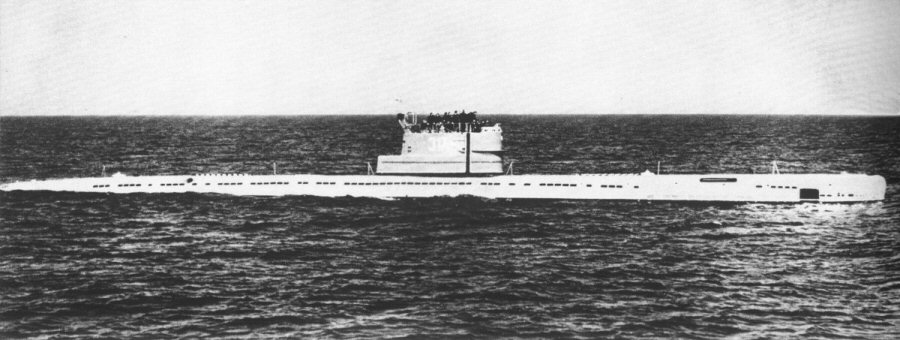
ORP „Orzeł”

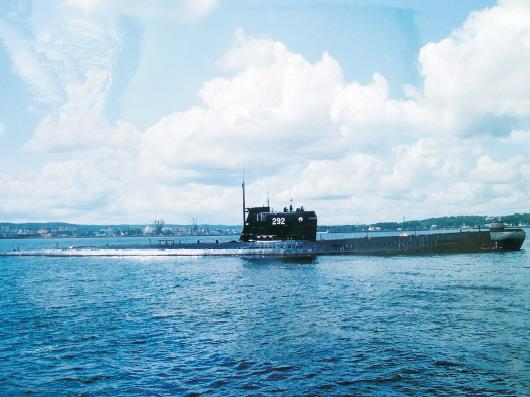
ORP „Wilk”

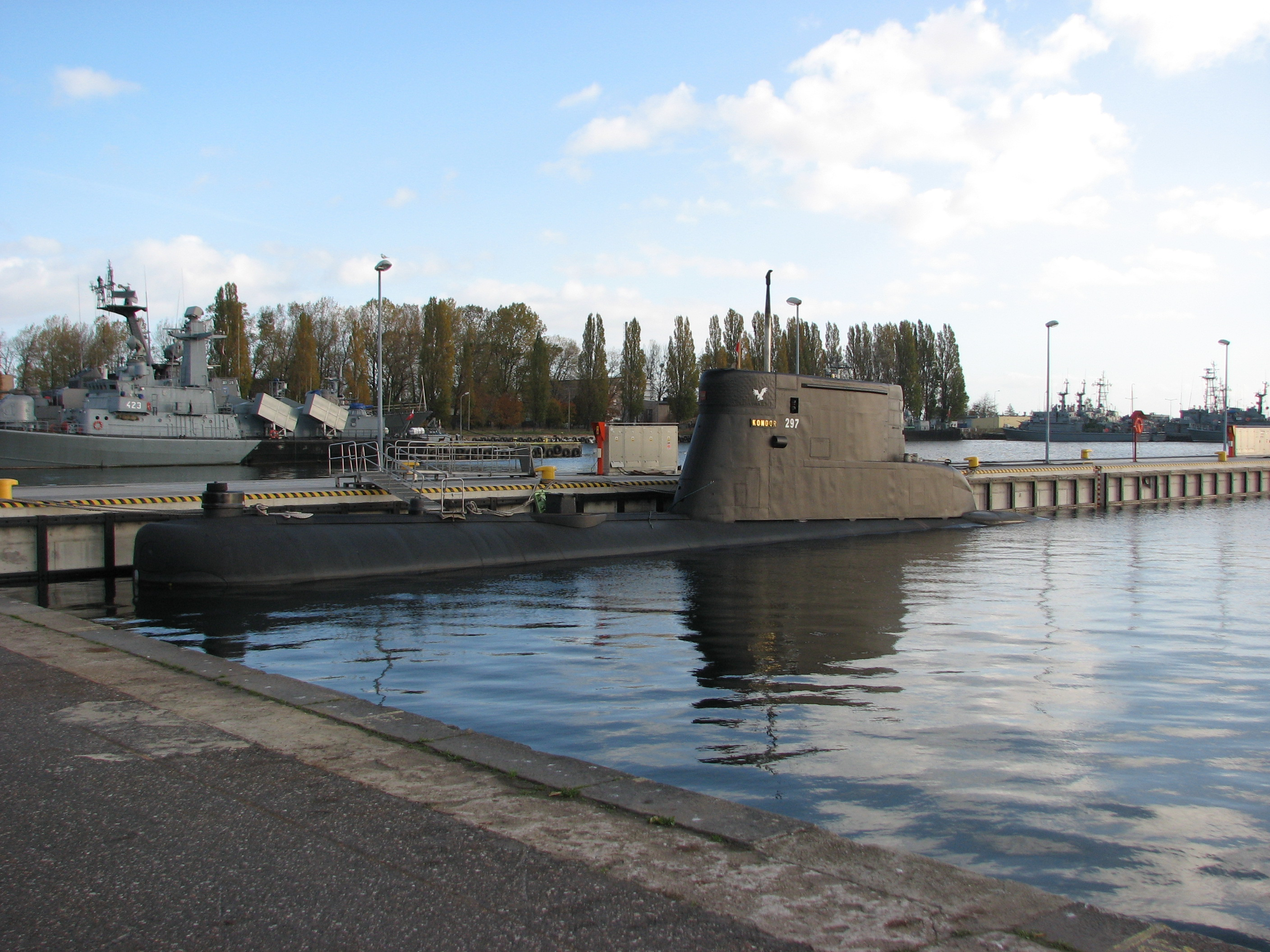
ORP „Kondor”

- Okręty podwodne projektu 613 (w kodzie NATO: Whiskey)
  - ORP „Orzeł” II (292) podniesienie bandery polskiej (dalej: „pb.”) 1962, opuszczenie bandery polskiej (dalej: „ob.”) 1983, pb. radzieckiej ok. 1955 (3 Flotylla Okrętów 1971–1983: dywizjon Okrętów Podwodnych 1971–1983)
  - ORP „Sokół” II (293) pb. 1964, przem. okręt szkolny 1987, ob. 1987, pb. radzieckiej ok. 1955 (3 Flotylla Okrętów 1971–1987: dywizjon Okrętów Podwodnych 1971–1987)
  - ORP „Kondor” (294) pb. 1965, ob. 1985, pb. radzieckiej ok. 1955 (3 Flotylla Okrętów 1971–1987: dywizjon Okrętów Podwodnych 1971–1985)
  - ORP „Bielik” (295) pb. 1965, przem. okręt szkolny 1988, ob. 1988, pb. radzieckiej ok. 1955 (3 Flotylla Okrętów 1971–1988: dywizjon Okrętów Podwodnych 1971–1988)
- Okręt podwodny projektu 877E (w kodzie NATO: Kilo)
  - ORP „Orzeł” III (291) pb. 1986 (3 Flotylla Okrętów 1986 – obecnie: dywizjon Okrętów Podwodnych 1986 – obecnie)
- Okręty podwodne projektu 641 (w kodzie NATO: Foxtrot)
  - ORP „Wilk” II (292) pb. 1987, ob. 2003, pb. radzieckiej 1964 (3 Flotylla Okrętów 1987–2003: dywizjon Okrętów Podwodnych 1987–2003)
  - ORP „Dzik” II (293) pb. 1988, ob 2003; pb. radzieckiej 1966 (3 Flotylla Okrętów 1988–2003: dywizjon Okrętów Podwodnych 1988–2003)
- Okręty podwodne typu 207 (Kobben)
  - ORP „Sokół” III (294) pb. 2002, eks KNM „Stord” pb. norweskiej 1966 (3 Flotylla Okrętów 2002 –  dywizjon Okrętów Podwodnych 2002 – 2018)
  - ORP „Sęp” II (295) pb. 2002, eks KNM „Skoplen” pb. norweskiej 1966 (3 Flotylla Okrętów 2002 –  dywizjon Okrętów Podwodnych 2002 – 2021)
  - ORP „Bielik” II (296) pb. 2003, eks KNM „Svenner” pb. norweskiej 1967 (3 Flotylla Okrętów 2003 –  dywizjon Okrętów Podwodnych 2003 – 2021)
  - ORP „Kondor” II (297) pb. 2003, eks KNM „Kunna” pb. norweskiej 1964 (3 Flotylla Okrętów 2004 –  dywizjon Okrętów Podwodnych 2004 – 2017)

### Niszczyciele

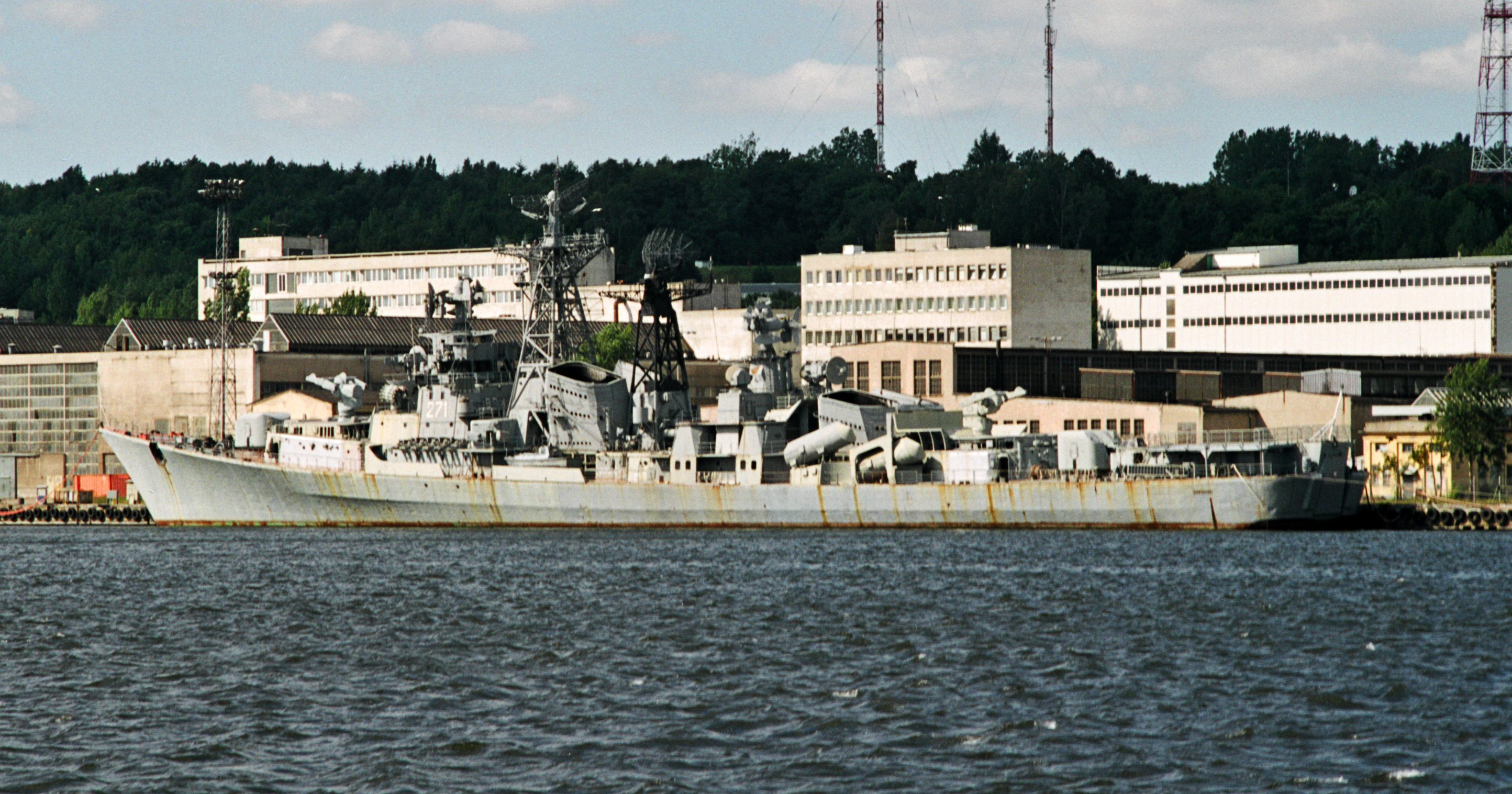
ORP „Warszawa”

- Niszczyciel projektu 30bis, typu Smiełyj (w kodzie NATO: Skoryi)
  - ORP „Grom” II (423) pb. 1957, ob. 1973, eks „Smietliwyj” pb. radzieckiej 1951 (3 Flotylla Okrętów 1971–1972)
- Niszczyciel rakietowy projektu 56AE (w kodzie NATO: Kotlin SAM)
  - ORP „Warszawa” II (275) pb. 1970, ob. 1986, eks „Sprawiedliwyj” pb. radzieckiej 1958 (3 Flotylla Okrętów 1971–1986)
- Niszczyciel rakietowy projektu 61MP (w kodzie NATO: Modified Kashin)
  - ORP „Warszawa” III (271) pb. 1988, ob. 2003, eks „Smełyj” pb. radzieckiej 1969 (3 Flotylla Okrętów 1988–2003)

### Fregaty
- Fregaty rakietowe typu Oliver Hazard Perry
  - ORP „Gen. K. Pułaski” (272) pb. 2000, eks USS „Clark” pb. amerykańskiej 1980 (3 Flotylla Okrętów 2000 – obecnie: 31 dywizjon Okrętów Rakietowych 2002–2004, dywizjon Okrętów Zwalczania Okrętów Podwodnych 2004 – 2010, dywizjon Okrętów Bojowych 2011-obecnie)
  - ORP „Gen. T. Kościuszko” (273) pb. 2002, eks USS „Wadsworth” pb. amerykańskiej 1980 (3 Flotylla Okrętów 2002 – obecnie: 31 dywizjon Okrętów Rakietowych 2002–2004, dywizjon Okrętów Zwalczania Okrętów Podwodnych 2004–2010, dywizjon Okrętów Bojowych 2011-obecnie)

### Korwety
- Korwety rakietowe projektu 1241RE, typu Mołnia (w kodzie NATO: Tarantul I)
  - ORP „Górnik” (434) pb. 1983, ob. 2005 (3 Flotylla Okrętów 1983–2003: 2 dywizjon Kutrów Rakietowo-Torpedowych 1983–1992, 2 dywizjon Okrętów Rakietowych 1992–1999, 32 dywizjon Okrętów Rakietowych 1999–2004, dywizjon Okrętów Rakietowych 2004–2005)
  - ORP „Hutnik” (435) pb. 1984, ob. 2005 (3 Flotylla Okrętów 1984–2003: 2 dywizjon Kutrów Rakietowo-Torpedowych 1984–1992, 2 dywizjon Okrętów Rakietowych 1992–1999, 32 dywizjon Okrętów Rakietowych 1999–2004, dywizjon Okrętów Rakietowych 2004–2005)
  - ORP „Metalowiec” (436) pb. 1988 (3 Flotylla Okrętów 1988 – obecnie: 2 dywizjon Kutrów Rakietowo-Torpedowych 1988–1992, 2 dywizjon Okrętów Rakietowych 1992–1999, 32 dywizjon Okrętów Rakietowych 1999–2004, dywizjon Okrętów Rakietowych 2004 – 2010, dywizjon Okrętów Bojowych 2011-2013)
  - ORP „Rolnik” (437) pb. 1989 (3 Flotylla Okrętów 1989 – obecnie: 2 dywizjon Kutrów Rakietowo-Torpedowych 1988–1992, 2 dywizjon Okrętów Rakietowych 1992–1999, 32 dywizjon Okrętów Rakietowych 1999–2004, dywizjon Okrętów Rakietowych 2004–2010, dywizjon Okrętów Bojowych 2011–2013)
- Korweta dozorowa projektu 620, typu Kaszub
  - ORP „Kaszub” III (240) pb. 1987 (3 Flotylla Okrętów 2004 – obecnie: dywizjon Zwalczania Okrętów Podwodnych 2004–2010, dywizjon Okrętów Bojowych 2011-obecnie)

- Korweta patrolowa projektu 621M, typu Gawron
  - ORP Ślązak (241) pb. 2019 (3 Flotylla Okrętów 2019 – obecnie: dywizjon Okrętów Bojowych 2019 – obecnie)[5]

### Okręty rakietowe
- Okręty rakietowe projektu 660, typu Orkan (w kodzie NATO: Sassnitz)
  - ORP „Orkan” II (421) pb. 1992 (3 Flotylla Okrętów 1992 – obecnie: 1 dywizjon Okrętów Rakietowych 1992–1999, 31 dywizjon Okrętów Rakietowych 1999–2004, dywizjon Okrętów Rakietowych 2004 – 2010, dywizjon Okrętów Bojowych 2011-obecnie)[6]
  - ORP „Piorun” II (422) pb. 1994 (3 Flotylla Okrętów 1994 – obecnie: 1 dywizjon Okrętów Rakietowych 1994–1999, 31 dywizjon Okrętów Rakietowych 1999–2004, dywizjon Okrętów Rakietowych 2004–2010, dywizjon Okrętów Bojowych 2011–obecnie)[6]
  - ORP „Grom” III (423) pb. 1995 (3 Flotylla Okrętów 1995 – obecnie: 1 dywizjon Okrętów Rakietowych 1995–1999, 31 dywizjon Okrętów Rakietowych 1999–2004, dywizjon Okrętów Rakietowych 2004–2010, dywizjon Okrętów Bojowych 2011–obecnie)[6]

### Kutry rakietowe,kutry torpedowe
- Kutry torpedowe projektu 183, typu P-6
  - ORP „KT-83" (410) pb. 1956, ob. 1973, pb. radzieckiej ok. 1952 (3 Flotylla Okrętów 1971–1973: 1 dywizjon Kutrów Rakietowo-Torpedowych 1971–1973)
  - ORP „KT-84" (411) pb. 1956, ob. 1973, pb. radzieckiej ok. 1952 (3 Flotylla Okrętów 1971–1973: 1 dywizjon Kutrów Rakietowo-Torpedowych 1971–1973)
  - ORP „KT-85" (412) pb. 1956, ob. 1973, pb. radzieckiej ok. 1952 (3 Flotylla Okrętów 1971–1973: 1 dywizjon Kutrów Rakietowo-Torpedowych 1971–1973)
  - ORP „KT-86" (413) pb. 1956, ob. 1973, pb. radzieckiej ok. 1952 (3 Flotylla Okrętów 1971–1973: 1 dywizjon Kutrów Rakietowo-Torpedowych 1971–1973)
  - ORP „KT-87" (414) pb. 1956, ob. 1973, pb. radzieckiej ok. 1952 (3 Flotylla Okrętów 1971–1973: 1 dywizjon Kutrów Rakietowo-Torpedowych 1971–1973)
  - ORP „KT-88" (415) pb. 1957, przem. kuter-cel ORP „KS-3" 1973, ob. 1980, pb. radzieckiej ok. 1950 (3 Flotylla Okrętów 1971–1980: 1 dywizjon Kutrów Rakietowo-Torpedowych 1971–1980)
  - ORP „KT-89" (416) pb. 1957, ob. 1972, pb. radzieckiej ok. 1950 (3 Flotylla Okrętów 1971–1972: 2 dywizjon Kutrów Rakietowo-Torpedowych 1971–1972)
  - ORP „KT-90" (417) pb. 1958, ob. 1972, pb. radzieckiej ok. 1950 (3 Flotylla Okrętów 1971–1972: 2 dywizjon Kutrów Rakietowo-Torpedowych 1971–1972)
  - ORP „KT-91" (418) pb. 1958, przem. kuter-cel ORP „KS-1" 1972, ob. 1985, pb. radzieckiej ok. 1950 (3 Flotylla Okrętów 1971–1985: 2 dywizjon Kutrów Rakietowo-Torpedowych 1971–1985)
  - ORP „KT-92" (419) pb. 1958, przem. kuter-cel ORP „KS-2" 1972, ob. 1979, pb. radzieckiej ok. 1950 (3 Flotylla Okrętów 1971–1979: 2 dywizjon Kutrów Rakietowo-Torpedowych 1971–1979)
- Kutry rakietowe projektu 205 (w kodzie NATO: Osa I)
  - ORP „Hel” (421) pb. 1964, ob. 1984 (3 Flotylla Okrętów 1971–1984: 1 dywizjon Kutrów Rakietowo-Torpedowych 1971–1984)
  - ORP „Gdańsk” II (422) pb. 1964, ob. 1989 (3 Flotylla Okrętów 1971–1989: 2 dywizjon Kutrów Rakietowo-Torpedowych 1971–1989)
  - ORP Gdynia III' (423) pb. 1965, przem. jednostka pływająca Straży Granicznej SG-301 „Gdynia 1991, ob. 1995 (3 Flotylla Okrętów 1971–1989: 2 dywizjon Kutrów Rakietowo-Torpedowych 1971–1989)
  - ORP „Kołobrzeg” (424) pb. 1965, ob. 1990 (3 Flotylla Okrętów 1971-1993: 2 dywizjon Kutrów Rakietowo-Torpedowych 1971–1990)
  - ORP „Szczecin” (425) pb. 1966, przem. jednostka pływająca Straży Granicznej SG-302 „Szczecin” 1991, ob. 1995 (3 Flotylla Okrętów 1971-1990: 1 dywizjon Kutrów Rakietowo-Torpedowych 1971–1990)
  - ORP „Elbląg” (426) pb. 1966, przem. jednostka pływająca Straży Granicznej SG-303 „Elbląg” 1991, ob. 1995 (3 Flotylla Okrętów 1971–1989: 2 dywizjon Kutrów Rakietowo-Torpedowych 1971–1989)
  - ORP „Puck” (427) pb. 1967, ob. 2003 (3 Flotylla Okrętów 1971–2003: 1 dywizjon Kutrów Rakietowo-Torpedowych 1971–1992, 1 dywizjon Okrętów Rakietowych 1992–1999, 31 dywizjon Okrętów Rakietowych 1999–2003)
  - ORP „Ustka” (428) pb. 1968, ob. 2000 (3 Flotylla Okrętów 1971–2000: 1 dywizjon Kutrów Rakietowo-Torpedowych 1971–1992, 1 dywizjon Okrętów Rakietowych 1992-1999, 31 dywizjon Okrętów Rakietowych 1999–2000)
  - ORP „Oksywie” (429) pb. 1971, ob. 2000 (3 Flotylla Okrętów 1971–2000: 1 dywizjon Kutrów Rakietowo-Torpedowych 1971–1992, 1 dywizjon Okrętów Rakietowych 1992–1999, 31 dywizjon Okrętów Rakietowych 1999–2000)
  - ORP „Darłowo” (430) pb. 1972, ob. 2003 (3 Flotylla Okrętów 1972–2003: 2 dywizjon Kutrów Rakietowo-Torpedowych 1972–1986, 1 dywizjon Kutrów Rakietowo-Torpedowych 1986–1992, 1 dywizjon Okrętów Rakietowych 1992–1999, 31 dywizjon Okrętów Rakietowych 1999–2003)
  - ORP „Świnoujście” (431) pb. 1973, ob. 2006 (3 Flotylla Okrętów 1973–2006: 2 dywizjon Kutrów Rakietowo-Torpedowych 1972–1987, 1 dywizjon Kutrów Rakietowo-Torpedowych 1987–1992, 1 dywizjon Okrętów Rakietowych 1992–1999, 31 dywizjon Okrętów Rakietowych 1999–2004, dywizjon Okrętów Rakietowych 2004–2006)
  - ORP „Dziwnów” (432) pb. 1975, ob. 2004 (3 Flotylla Okrętów 1975–2000: 1 dywizjon Kutrów Rakietowo-Torpedowych 1975–1992, 1 dywizjon Okrętów Rakietowych 1992–1999, 31 dywizjon Okrętów Rakietowych 1999–2004)
  - ORP „Władysławowo” (433) pb. 1975 ob. 2006 (3 Flotylla Okrętów 1975–2006: 2 dywizjon Kutrów Rakietowo-Torpedowych 1972–1986, 1 dywizjon Kutrów Rakietowo-Torpedowych 1986–1992, 1 dywizjon Okrętów Rakietowych 1992–1999, 31 dywizjon Okrętów Rakietowych 1999–2004, dywizjon Okrętów Rakietowych 2004-2006)
- Kuter torpedowy projektu 663D, typu Błyskawiczny (w kodzie NATO: Wisla)
  - ORP „Błyskawiczny” II (451) pb. 1965, ob. 1979 (3 Flotylla Okrętów 1971–1979: 2 dywizjon Kutrów Rakietowo-Torpedowych 1971–1979)
- Kutry torpedowe projektu 664, typu Bitny (w kodzie NATO: Wisla)
  - ORP „Bitny” II (452) pb. 1972, ob. 1986 (3 Flotylla Okrętów 1972–1986: 1dywizjon Kutrów Rakietowo-Torpedowych 1972–1986)
  - ORP „Bystry” II (453) pb. 1972, ob. 1983 (3 Flotylla Okrętów 1972–1983: 1 dywizjon Kutrów Rakietowo-Torpedowych 1972–1983)
  - ORP „Dzielny” II (454) pb. 1972, ob. 1981 (3 Flotylla Okrętów 1972–1981: 1 dywizjon Kutrów Rakietowo-Torpedowych 1972–1981)
  - ORP „Dziarski” II (455) pb. 1972, ob. 1982 (3 Flotylla Okrętów 1972–1982: 1 dywizjon Kutrów Rakietowo-Torpedowych 1972–1982)
  - ORP „Sprawny” II (456) pb. 1973, ob. 1986 (3 Flotylla Okrętów 1973-1986: 2 dywizjon Kutrów Rakietowo-Torpedowych 1973–1986)
  - ORP „Szybki” II (457) pb. 1973, ob. 1984 (3 Flotylla Okrętów 1973–1984: 2 dywizjon Kutrów Rakietowo-Torpedowych 1973–1984)
  - ORP „Odważny” II (458) pb. 1973, ob. 1986 (3 Flotylla Okrętów 1973–1986: 2 dywizjon Kutrów Rakietowo-Torpedowych 1973–1986)
  - ORP „Odporny” (459) pb. 1973, ob. 1986 (3 Flotylla Okrętów 1973–1986: 2 dywizjon Kutrów Rakietowo-Torpedowych 1973–1986)

### Trałowce
- Trałowiec doświadczalny projektu 207DM, typu Gopło (w kodzie NATO: Notec)
  - ORP „Gopło” (630) pb. 1982 (3 Flotylla Okrętów 1995–1999: dywizjon Okrętów Szkolno-Badawczych 1995–1999)

### Okręty rozpoznawcze
- Okręt rozpoznania radioelektronicznego projektu B63, typu Bałtyk
  - ORP Bałtyk II (264) pb. 1954, ob. 1982 (3 Flotylla Okrętów 1972–1982: grupa Okrętów Hydrograficznych 1972–1982)
- Okręty rozpoznania radioelektronicznego projektu 863, typu Nawigator (w kodzie NATO: Modified Moma)
  - ORP „Nawigator” (262) pb. 1975 (3 Flotylla Okrętów 1975 – obecnie: grupa Okrętów Hydrograficznych 1975–1992, grupa Okrętów Rozpoznawczych 1992 – obecnie)
  - ORP „Hydrograf” (263) pb. 1976 (3 Flotylla Okrętów 1976 – obecnie: grupa Okrętów Hydrograficznych 1976–1992, grupa Okrętów Rozpoznawczych 1992 – obecnie)

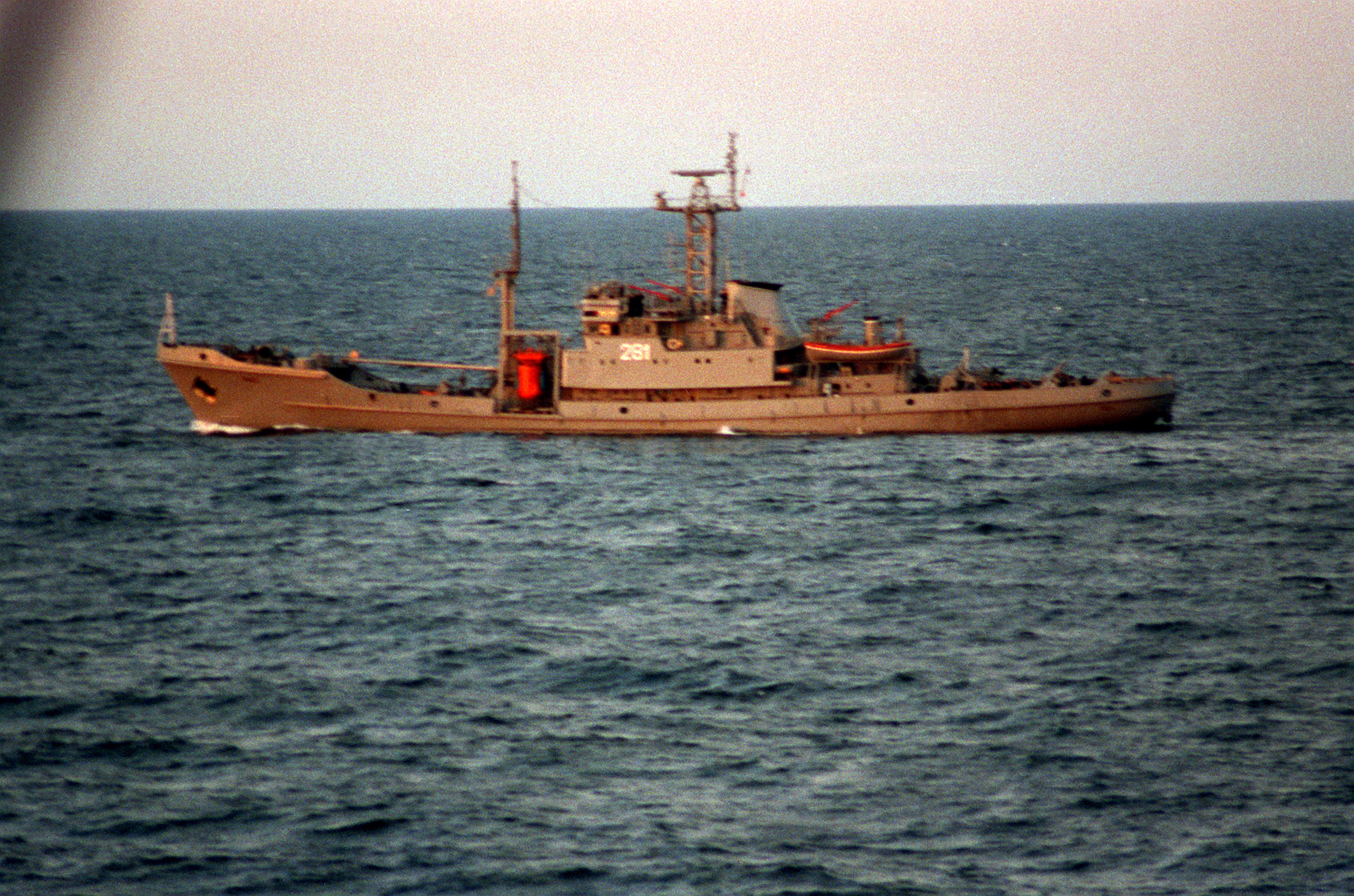
ORP „Piast”

### Okręty ratownicze
- Okręty ratownicze projektu 570, typu Piast
  - ORP „Piast” (281) pb. 1974 (3 Flotylla Okrętów 1991 – obecnie: 45 dywizjon Pomocniczych Jednostek Pływających 1991-2005, dywizjon Pomocniczych Jednostek Pływających Gdynia 2005-2006, dywizjon Okrętów Wsparcia 2006 – obecnie)
  - ORP „Lech (282) pb. 1974 (3 Flotylla Okrętów 1991 – obecnie: 45 dywizjon Pomocniczych Jednostek Pływających 1991-2005, dywizjon Pomocniczych Jednostek Pływających Gdynia 2005-2006, dywizjon Okrętów Wsparcia 2006 – obecnie)
- Kutry ratownicze projektu B823, typu Zbyszko
  - ORP „Zbyszko” (R-14) pb. 1991 (3 Flotylla Okrętów 2006 – obecnie: dywizjon Okrętów Wsparcia 2006 – obecnie)
  - ORP „Maćko” (R-15) pb. 1992 (3 Flotylla Okrętów 2006 – obecnie: dywizjon Okrętów Wsparcia 2006 – obecnie)

### Okręty szkolne

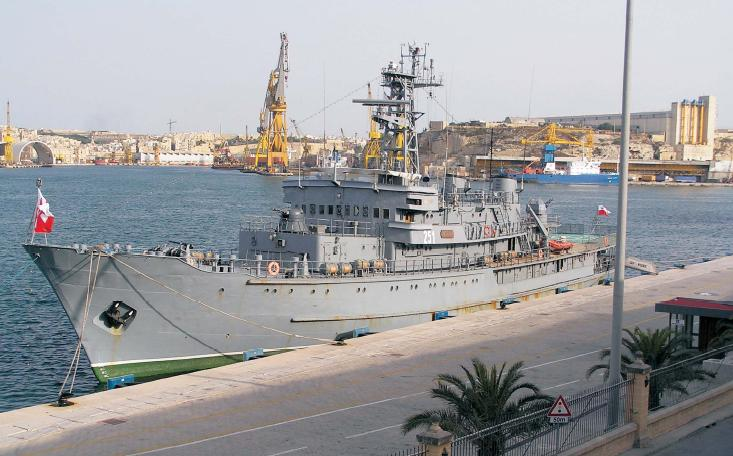
ORP „Wodnik”

- Okręty szkolne projektu 888, typu Wodnik
  - ORP „Wodnik” (251) pb. 1976 (3 Flotylla Okrętów 1995 – obecnie: dywizjon Okrętów Szkolno-Badawczych 1995-2006, dywizjon Okrętów Szkolnych 2006 – obecnie)
  - ORP „Gryf” III (252) pb. 1976, ob. 2005 (3 Flotylla Okrętów 1995-2005: dywizjon Okrętów Szkolno-Badawczych 1995-2005)
- Okręt szkolny projektu B79/II, typu Iskra
  - ORP Iskra II (253) pb. 1982 (3 Flotylla Okrętów 1995-2006: dywizjon Okrętów Szkolno-Badawczych 1995-2006)
- Kuter szkolny projektu OS-1, typu Podchorąży
  - ORP „Elew” (713) pb. 1976, ob. 2005 (3 Flotylla Okrętów 1995-2005: dywizjon Okrętów Szkolno-Badawczych 1995-2005)

### Pomocnicze jednostki pływające

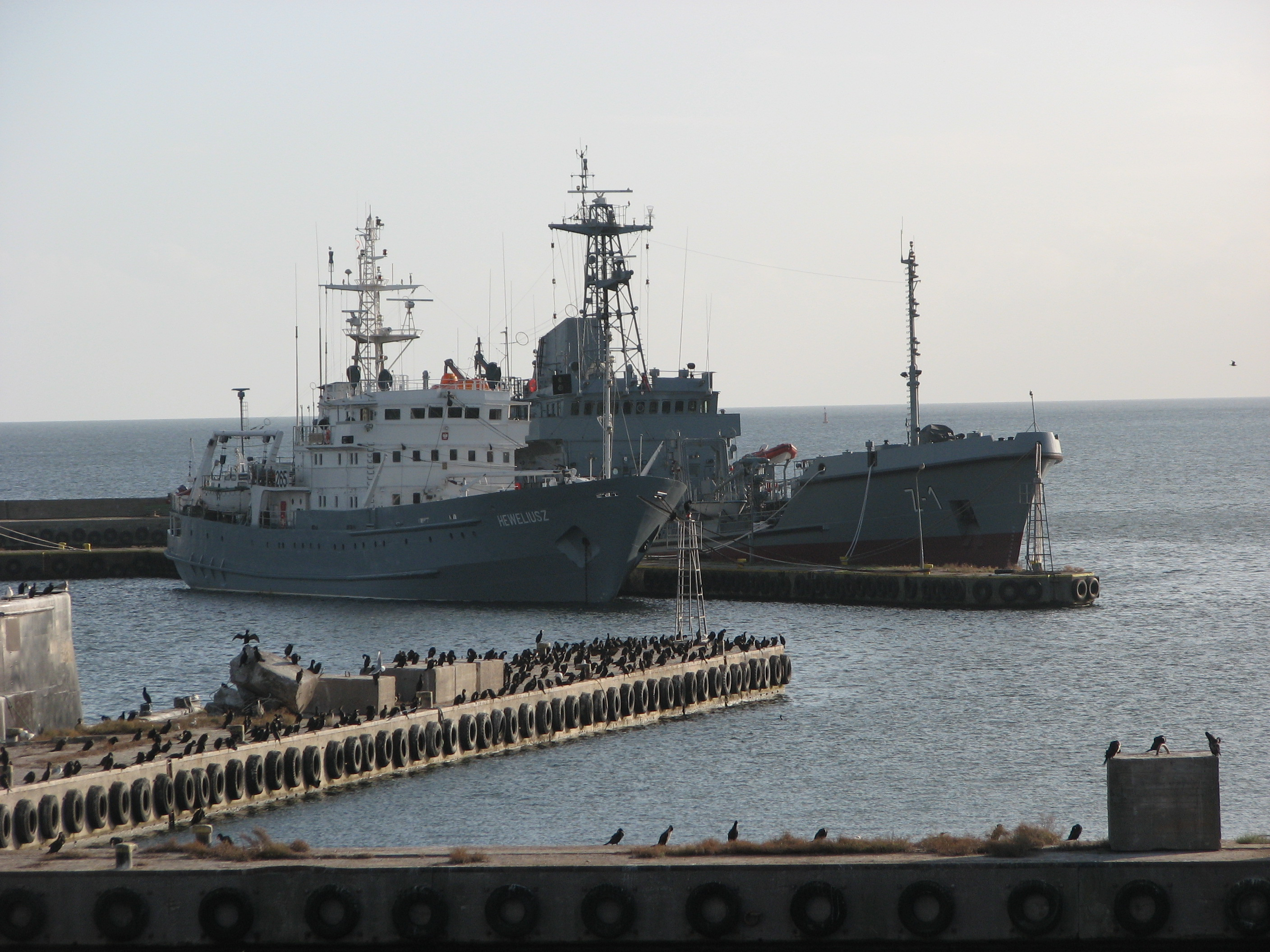
OORP „Heweliusz” i „Bałtyk”

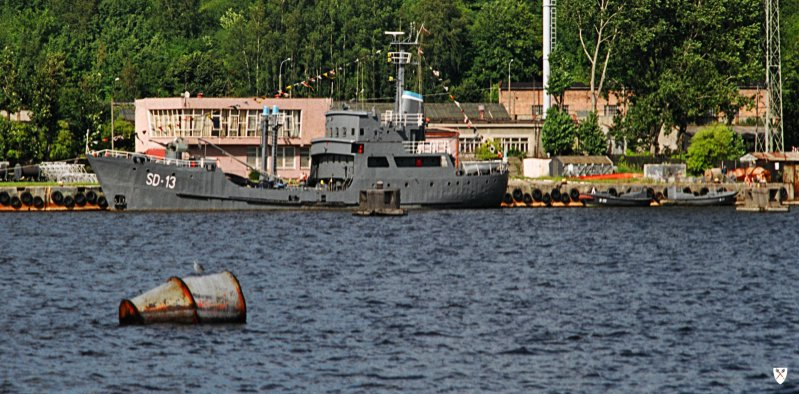
SD-13

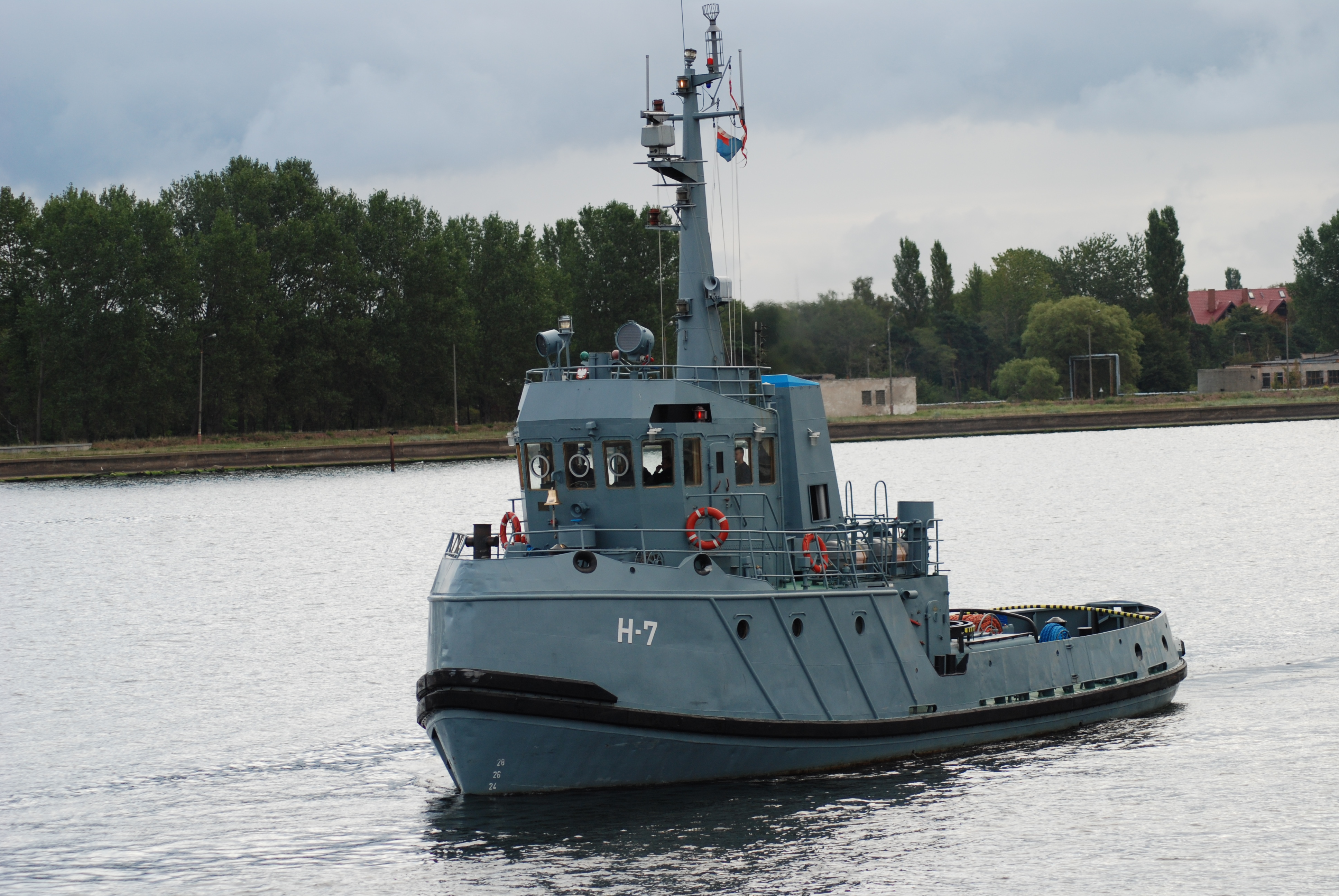
Holownik H7

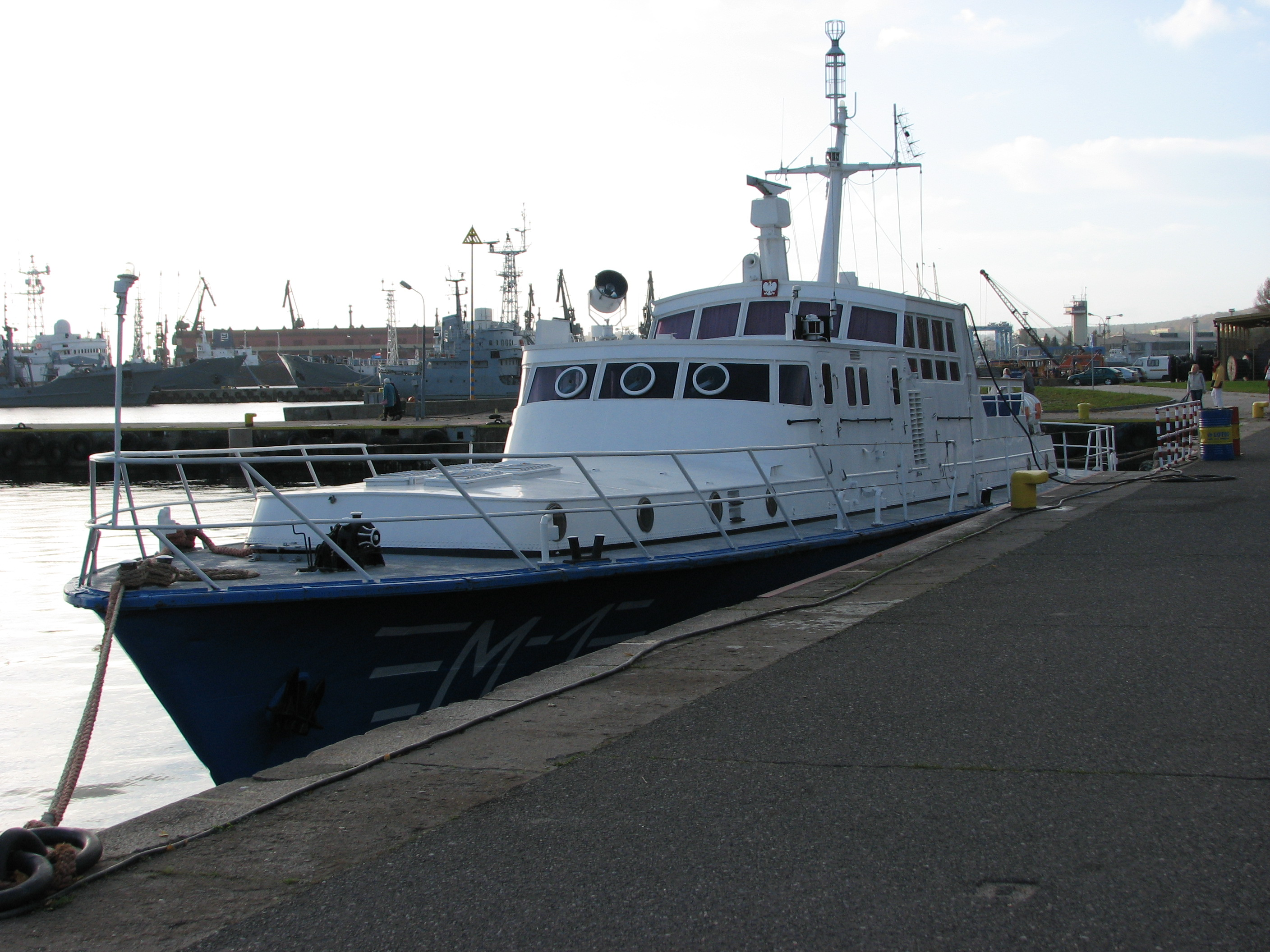
M-1

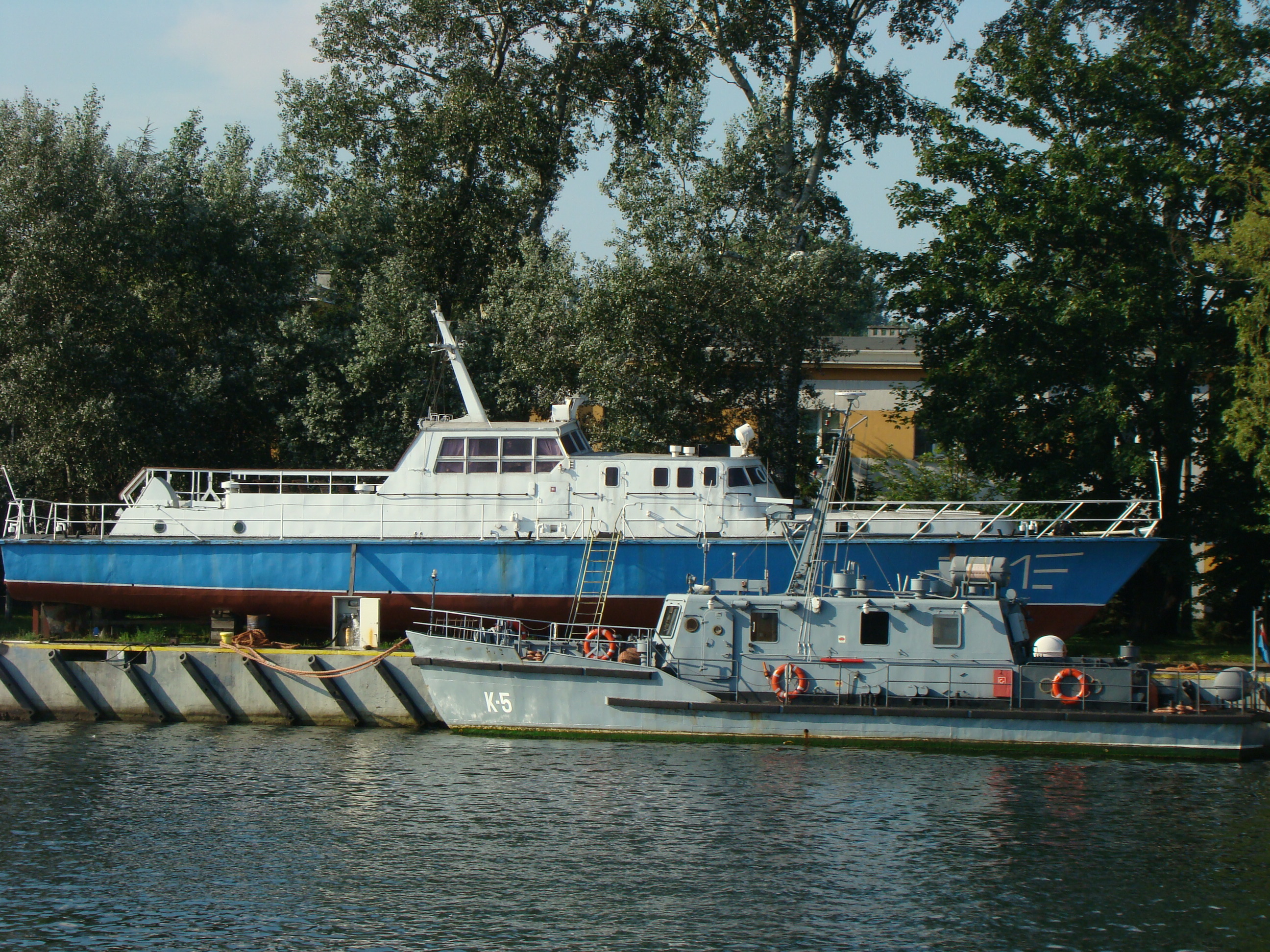
Kuter K-5 na tle M-1

- Zbiornikowce paliwowe projektu 500
  - Z-5 pb. 1961, ob. 1992 (3 Flotylla Okrętów 1990–1992: 45 dywizjon Pomocniczych Jednostek Pływających 1990–1992)
  - Z-6 pb. 1961, ob. 1993 (3 Flotylla Okrętów 1990–1993: 45 dywizjon Pomocniczych Jednostek Pływających 1990–1993)
  - Z-7 pb. 1961, przem. barka-śmieciarka B-7  1990 (3 Flotylla Okrętów 1990 – obecnie: 45 dywizjon Pomocniczych Jednostek Pływających 1990-2005, dywizjon Pomocniczych Jednostek Pływających Gdynia 2005 – obecnie)
- Zbiornikowiec wodny projektu ZW2 (w kodzie NATO: Moskit)
  - ORP „Ślimak” (Z-9) pb. 1971, ob. 2006 (3 Flotylla Okrętów 1990-2006: 45 dywizjon Pomocniczych Jednostek Pływających 1991-2005, dywizjon Pomocniczych Jednostek Pływających Gdynia 2005-2006)
- Zbiornikowiec paliwowy projektu ZP-1200, typu Bałtyk
  - ORP „Bałtyk” III (Z-1) pb. 1991 (3 Flotylla Okrętów 1990 – obecnie: 45 dywizjon Pomocniczych Jednostek Pływających 1990-2005, dywizjon Okrętów Wsparcia 2006-obecnie)[7]
- Pływające stacje demagnetyzacyjne projektu B208 (w kodzie NATO: Mrowka)
  - SD-11 pb. 1971 (3 Flotylla Okrętów 1990 – 2005: 45 dywizjon Pomocniczych Jednostek Pływających 1991-2005)
  - SD-13 pb. 1972 (3 Flotylla Okrętów 1990-2005: 45 dywizjon Pomocniczych Jednostek Pływających 1990-2005, dywizjon Okrętów Wsparcia 2012- obecnie[8])
- Poławiacze torped projektu Kormoran
  - K-8 pb. 1971 (3 Flotylla Okrętów 1990 – obecnie: 45 dywizjon Pomocniczych Jednostek Pływających 1990-2005, dywizjon Pomocniczych Jednostek Pływających Gdynia 2005 – obecnie)
  - K-11 pb. 1971, ob. 2005 (3 Flotylla Okrętów 1990-2005: 45 dywizjon Pomocniczych Jednostek Pływających 1990-2005)
- Kuter portowo-redowy projektu B574-PTR
  - K-13 pb. 1978 ob. ? (3 Flotylla Okrętów 1990 – 45 dywizjon Pomocniczych Jednostek Pływających 1990-2005, dywizjon Pomocniczych Jednostek Pływających Gdynia 2005)
- Kutry transportowo-pasażerskie projektu 4142
  - K-5 pb. 1988 (3 Flotylla Okrętów 1990 – obecnie: 45 dywizjon Pomocniczych Jednostek Pływających 1990-2005, dywizjon Pomocniczych Jednostek Pływających Gdynia 2005 – obecnie)
  - K-9 pb. 1989 (3 Flotylla Okrętów 1990 – obecnie: 45 dywizjon Pomocniczych Jednostek Pływających 1990-2005, dywizjon Pomocniczych Jednostek Pływających Gdynia 2005 – obecnie)
- Kutry hydrograficzne projektu 4234
  - K-4 pb. 1989 (3 Flotylla Okrętów 1989 – obecnie: Dywizjon Zabezpieczenia Hydrograficznego)
  - K-10 pb. 1989 (3 Flotylla Okrętów 1989 – obecnie: Dywizjon Zabezpieczenia Hydrograficznego)
- Kutry hydrograficzne projektu B447
  - K-2 pb. 1976, ob. 2005 (3 Flotylla Okrętów 1976 – obecnie: Dywizjon Zabezpieczenia Hydrograficznego)
- Holownik projektu H-300/II (w kodzie NATO: Goliat)
  - H-14 pb. 1962, ob. 1990 (3 Flotylla Okrętów 1990: 45 dywizjon Pomocniczych Jednostek Pływających 1990)
- Holowniki projektu B65
  - H-19 pb. 1964, ob. 1993 (3 Flotylla Okrętów 1990-1993: 45 dywizjon Pomocniczych Jednostek Pływających 1990-1993)
- Holowniki portowo-redowe projektu H-900/II (w kodzie NATO: Bucha)
  - H-5 II pb. 1981 (3 Flotylla Okrętów 1990 – obecnie: 45 dywizjon Pomocniczych Jednostek Pływających 1990-2005, dywizjon Pomocniczych Jednostek Pływających Gdynia 2005 – obecnie)
  - H-7 II pb. 1981 (3 Flotylla Okrętów 1990 – obecnie: 45 dywizjon Pomocniczych Jednostek Pływających 1990-2005, dywizjon Pomocniczych Jednostek Pływających Gdynia 2005 – obecnie)
- Holownik projektu H-960
  - H-8 II pb. 1993 (3 Flotylla Okrętów 1993 – obecnie: 45 dywizjon Pomocniczych Jednostek Pływających 1993-2005, dywizjon Pomocniczych Jednostek Pływających Gdynia 2005 – obecnie)
- Holowniki projektu B860
  - H-1 Gniewko pb. 2020 (3 Flotylla Okrętów 2020 - obecnie: Dywizjon Okrętów Wsparcia 2020 - obecnie)[9]
  - H-2 Mieszko pb. 2020 (3 Flotylla Okrętów 2020 - obecnie: Dywizjon Okrętów Wsparcia 2020 - obecnie)[10]
  - H-3 Leszko pb. 2021 (3 Flotylla Okrętów 2020 - obecnie: Dywizjon Okrętów Wsparcia 2020 - obecnie)[11]
- Motorówka projektu M-150
  - M-7 pb. 1966, ob. 1990 (3 Flotylla Okrętów 1990: 45 dywizjon Pomocniczych Jednostek Pływających 1990)
- Motorówka projektu SMK-75
  - M-33 pb. 1978, ob. 1993 (3 Flotylla Okrętów 1990-1993: 45 dywizjon Pomocniczych Jednostek Pływających 1990-1993)
- Motorówka reprezentacyjna projektu M-600/II
  - M-3 pb. 1967, ob. 2005 (3 Flotylla Okrętów 1990-2005: 45 dywizjon Pomocniczych Jednostek Pływających 1990-2005)
- Motorówka rozjazdowa M-42 projektu 1390
  - M-42 pb.1986, ob.1987 (3 Flotylla Okrętów 1986-1987)[12]
- Motorówka reprezentacyjna projektu MS-3600
  - M-1 pb. 1970, ob. 2015 (3 Flotylla Okrętów 1990 – 2015: 45 dywizjon Pomocniczych Jednostek Pływających 1990-2005, dywizjon Pomocniczych Jednostek Pływających Gdynia 2005 – 2015[13])
- Motorówki cumownicze projektu M-35/MW
  - M-5 pb. 1984, ob. 2005 (3 Flotylla Okrętów 1990-2005: 45 dywizjon Pomocniczych Jednostek Pływających 1990-2005)
  - M-22 pb. 1984 (3 Flotylla Okrętów 1990 – obecnie: 45 dywizjon Pomocniczych Jednostek Pływających 1990-2005, dywizjon Pomocniczych Jednostek Pływających Gdynia 2005 – obecnie)
- Motorówki hydrograficzne typu Wildcat 40[14]
  - MH 2 pb. 2015 (3 Flotylla Okrętów 2015 - obecnie, Dywizjon Zabezpieczenia Hydrograficznego 2015 - obecnie)
  - MH 3 pb. 2015 (3 Flotylla Okrętów 2015 - obecnie, Dywizjon Zabezpieczenia Hydrograficznego 2015 - obecnie)
  - MH 4 pb. 2015 (3 Flotylla Okrętów 2015 - obecnie, Dywizjon Zabezpieczenia Hydrograficznego 2015 - obecnie)
- Barka paliwowa projektu Pr-5
  - B-2 pb. 1955 ob. 2003 (3 Flotylla Okrętów 1990-2003: 45 dywizjon Pomocniczych Jednostek Pływających 1990-2003)
- Barki ogrzewcze nieznanych projektów i pochodzenia
  - B-5 pb. 1948, ob. 2003 (3 Flotylla Okrętów 1990-2003: 45 dywizjon Pomocniczych Jednostek Pływających 1990-2003)
  - B-6 pb. 1954, ob. 2003 (3 Flotylla Okrętów 1990-2003: 45 dywizjon Pomocniczych Jednostek Pływających 1990-2003)
  - B-4 pb. 1954, ob. 1992 (3 Flotylla Okrętów 1954-1992: 45 dywizjon Pomocniczych Jednostek Pływających)
- Barka śmieciarka projektu 9235[15]
  - B-7 pb. 1961 (3 Flotylla Okrętów 1990: 45 dywizjon Pomocniczych Jednostek Pływających 1990-2005, dywizjon Pomocniczych Jednostek Pływających 2005-obecnie)
- Barka śmieciarka nieznanego projektu i pochodzenia 
  - B-7 pb. 1965, ob.1990 ( 3 Flotylla Okrętów: 45 dywizjon Pomocniczych Jednostek Pływających)
- Barka towarowo-remontowa projektu Pr-6
  - B-8 pb. 1954, ob. 1989 ( 3 Flotylla Okrętów: 41 dywizjon Okrętów Ratowniczych)